# St. Pankratius (Glehn)

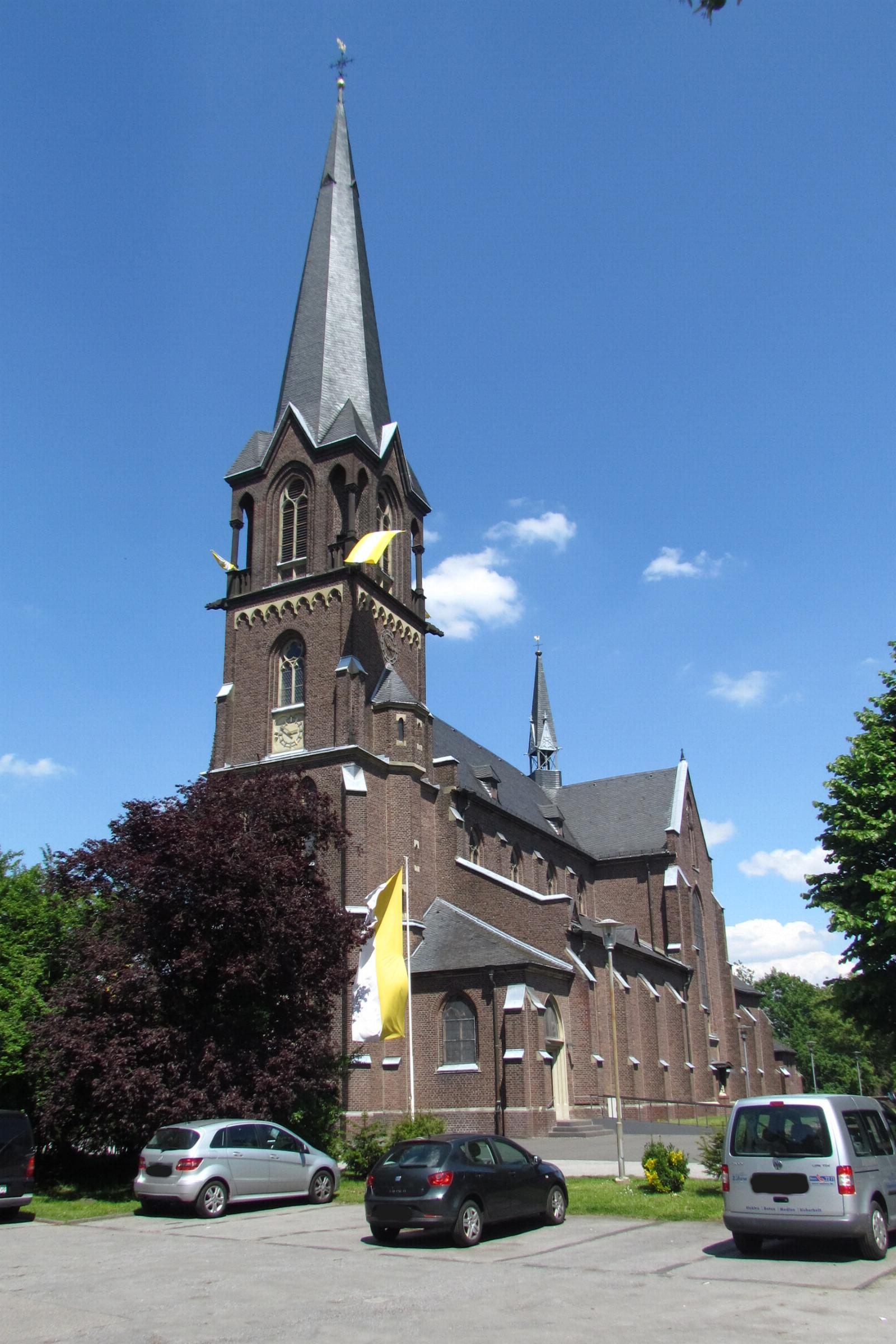
St. Pankratius

St. Pankratius ist eine römisch-katholische Pfarrkirche im Stadtteil Glehn in der Stadt Korschenbroich. Pfarrpatron ist der heilige Pankratius, ein römischer Märtyrer der frühen christlichen Kirche. Die Pfarrgemeinde von St. Pankratius ist Teil des Erzbistums Köln. Die Pfarrei gehört zur Pfarreiengemeinschaft Neuss-West/Korschenbroich im Stadtdekanat Neuss.

## Geschichte
Eine Kirche in Glehn („ecclesia de Glene“) wird erstmals in einer Urkunde erwähnt, die Papst Innozenz IV. am 14. November 1246 in Lyon erlassen hat. Aus dem Text dieses Dokumentes geht hervor, dass es sich in Glehn um eine Eigenkirche handelte – also um eine Kirche, die von einem Grundherren auf eigenem Grundstück errichtet und deren wirtschaftliche Existenz langfristig durch die Vergabe von Pfründen gesichert wurde. Hieraus leiteten die Grundherren das Recht ab, den kirchlichen Behörden einen Priester vorzuschlagen.
Die erwähnte päpstliche Urkunde aus dem Jahr 1246 klärte eine Streitfrage zwischen den adligen Familien Helpenstein und Randerath um dieses Recht, den Rektor der Glehner Kirche zu präsentieren. Der Text belegt, dass die Glehner Kirche noch älteren Ursprungs sein muss. Er erwähnt, dass es vor dem Jahr 1246 zwei weitere Geistliche gegeben habe („ultimi duo rectores ipsius ecclesie ante vacantionem istam fuerant ab dominis de Helpinsthein presentati“ ≈ „Die letzten beiden Pfarrer dieser Kirche vor der jetzigen Vakanz sind durch die Herren von Helpenstein eingesetzt worden.“), vor diesen einen weiteren namens Rether, den ältesten namentlich bekannten Priester in Glehn.
Bekräftigt wird dieses Alter durch den im Urkundentext belegten Umstand, dass bereits die Vorfahren des damaligen Herrn von Helpenstein das Patronatsrecht über die Glehner Kirche ausgeübt hatten („pater, avus et attavus“ ≈ „Vater, Großvater und Urgroßvater“). Ein Zeugnis aus dieser Zeit ist das erhaltene Taufbecken. Auf ein hohes Alter deutet auch die üppige Ausstattung der Pfarrstelle hin. Im Liber valoris sind im Jahr 1308 für den Glehner Pfarrer 40 Mark ausgewiesen, die höchste Dotation aller Pfarrer im alten Dekanat Neuss.
Der Streit zwischen den Geschlechtern Randerath und Helpenstein um die Glehner Kirche wurde 30 Jahre später beendet, als Wilhelm, Graf von Jülich, Nachfolger der Randeraths, seinen Anteil am Kirchengrundstück auf Dauer an die Herren von Helpenstein übertrug. Diese gerieten 1329 in eine schwere Fehde mit den Kölner Erzbischof Heinrich von Virneburg. Nach ihrer Niederlage mussten sie die Glehner Kirche an das Kölner Domkapitel abtreten.

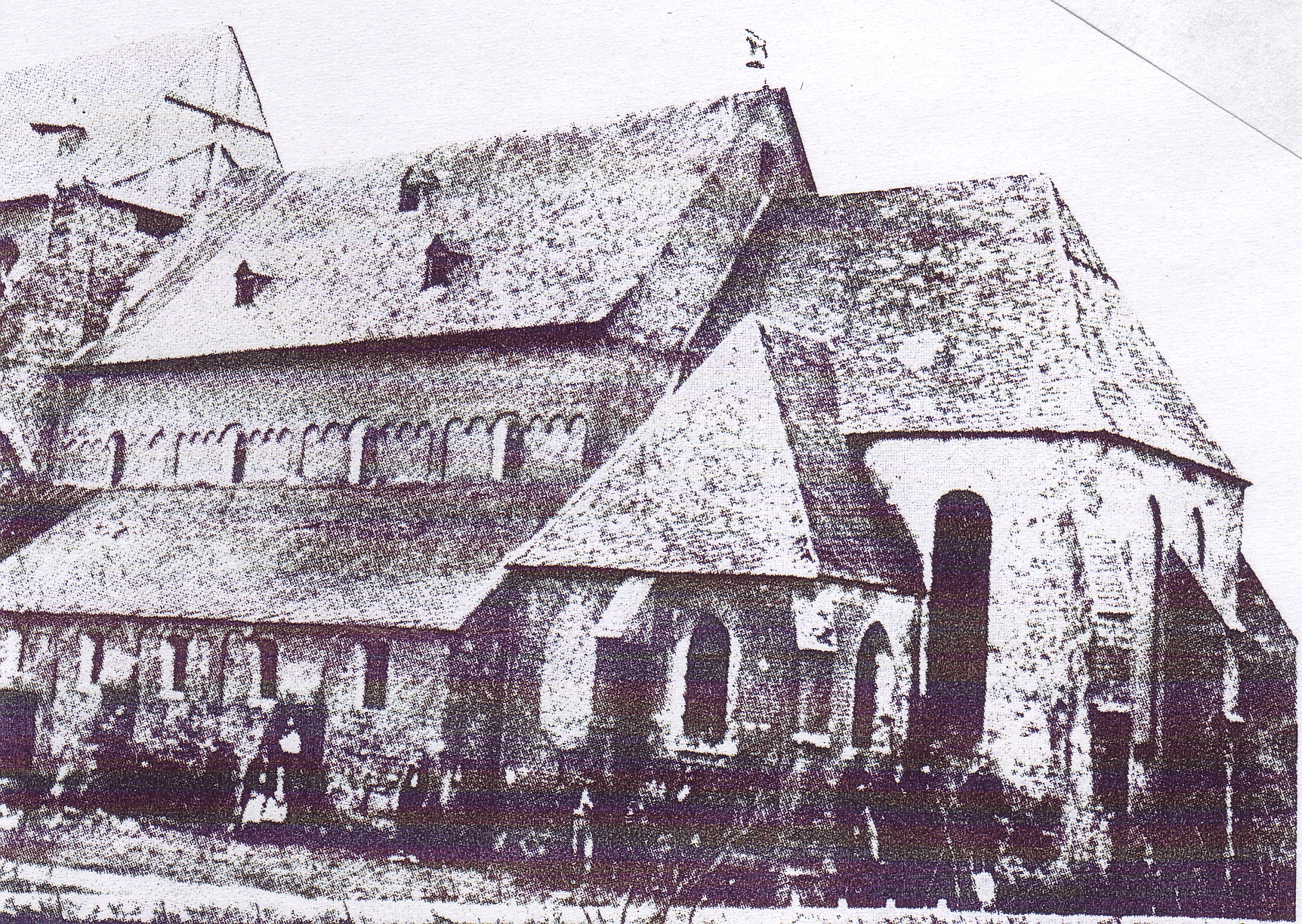
Erste Glehner Kirche

Über die Bauzeit der ersten Glehner Kirche liegen keine Dokumente vor. Eine Fotografie aus dem Jahr 1868 erweist sie als romanische Kirche mit niedrigen Seitenschiffen. Die mit sehr kleinen Fenstern versehenen, aus Tuffstein errichteten Wände des Hauptschiffs waren außen durch Lisenen und Bogenfriese gegliedert. An der Ostseite war ein rechteckiger Chorraum angefügt. Im Westen der Kirche befand sich der als sehr repräsentativ beschriebene, massive und mit einem Satteldach gedeckte Turm.
Auch über ihre Ausstattung ist nur wenig bekannt. Beim Abriss wurden im Chorraum in einer Gruft acht Särge gefunden, die Gebeine von Erwachsenen und Kindern bargen. In ihnen fanden sich gut erhaltene Rosenkränze und Kreuze. Neben dem Hauptaltar im Chorraum standen weitere Altäre in den Seitenschiffen. Einer der ältesten war dem Heiligen Sebastian gewidmet, dessen Existenz schon um 1444 nachgewiesen ist. Weitere Altäre waren den Heiligen Katharina, Matthias und Antonius sowie der Mutter Gottes geweiht. Andere Ausstattungsstücke der alten Kirche, wie der bereits erwähnte Taufstein sowie die Statue der Glehner Madonna, sind heute noch in der aktuellen Kirche zu finden. Erhalten hat sich ferner eine Glocke, die im Dachreiter der heutigen Kirche hängt.

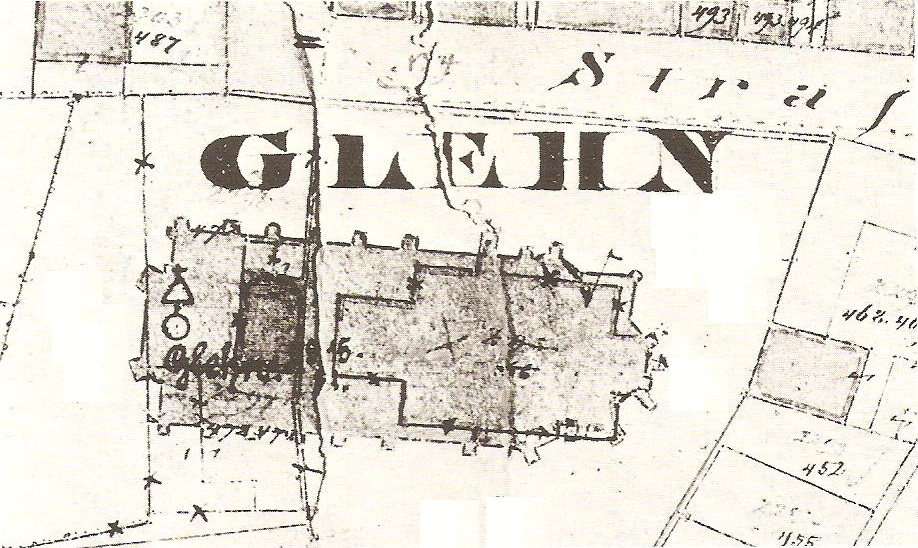
Grundriss der alten Glehner Kirche unter dem Neubau

Die alte Kirche war im Laufe der Jahrhunderte einige Male erweitert worden, erwies sich dennoch bereits Anfang des 19. Jahrhunderts als zu klein. So wurden erste Überlegungen zu einem Neubau bereits 1846 angestellt. Meinungsverschiedenheiten über die Finanzierung verzögerten jedoch die Planung um fast 20 Jahre. Erst 1865 fasste der Kirchenvorstand den endgültigen Beschluss. Die heutige Pankratius-Kirche wurde 1868–1872 durch den Architekten und Kirchenbaumeister Heinrich Nagelschmidt (Köln) errichtet. Da die alte Kirche zunächst weiter genutzt werden musste, wurden zunächst der neue Turm und die westlichen Joche vor dem bisherigen Turm errichtet und mit einer provisorischen Trennwand nach Osten verschlossen. Nach ihrer Fertigstellung wurde der Gottesdienst hierhin verlegt. Im Anschluss (1870/71) wurde die alte Kirche abgerissen; an ihrer Stelle fand im zweiten Bauabschnitt der neue Chorraum seinen Platz. Nachdem die Trennwand zwischen dem westlichen und östlichen Teil niedergelegt worden war, konnte am 21. Januar 1873 der erste Gottesdienst im Gesamtbau gefeiert werden. Die Konsekration erfolgte jedoch erst am 17. Mai 1876 durch den Kölner Weihbischof und Generalvikar Baudri.
In den folgenden Jahrzehnten wurde die Ausstattung der Kirche nach und nach vervollständigt (s. u.). Die Schäden im Zweiten Weltkrieg betrafen vor allem die Fenster, die nahezu vollständig zerstört wurden. Die bauliche Substanz und das Inventar wurden hingegen kaum in Mitleidenschaft gezogen.
Wesentlicher gravierender waren die Veränderungen in den Nachkriegsjahrzehnten. Bereits 1949/50 wurde das Schnitzwerk an den Kirchenbänken entfernt. Nach dem 2. Vatikanischen Konzil mit seinen weitreichenden Beschlüssen im Bereich der Liturgie wurde die Kirche Ende der sechziger, Anfang der siebziger Jahre umfassend umgestaltet: die Kommunionbänke, alle Nebenaltäre, die Kanzel und der Hochaltar (dieser nur vorübergehend) wurden entfernt, die Kreuzwegstationen weiß übermalt, Blendarkaden verdeckt und zahlreiche Figuren ausgelagert oder zerstört.
Ihr heutiges Aussehen verdankt die Kirche einer weitgreifenden Renovierung in den Jahren 2008/2009, bei der manche Veränderung der siebziger Jahre rückgängig gemacht wurde. So wurden nicht nur die Seitenaltäre teilweise rekonstruiert und wieder aufgestellt, auch die Blendarkaden an den oberen Seitenwänden wurden wieder sichtbar gemacht. Die Heizungsanlage wurde erneuert, ein neuer Fußboden verlegt und Wände und Gewölbe neu gestrichen. Am 4. April 2009 wurde der erste Gottesdienst in der renovierten Kirche vom Kölner Erzbischof Kardinal Meisner gefeiert.

## Architektur

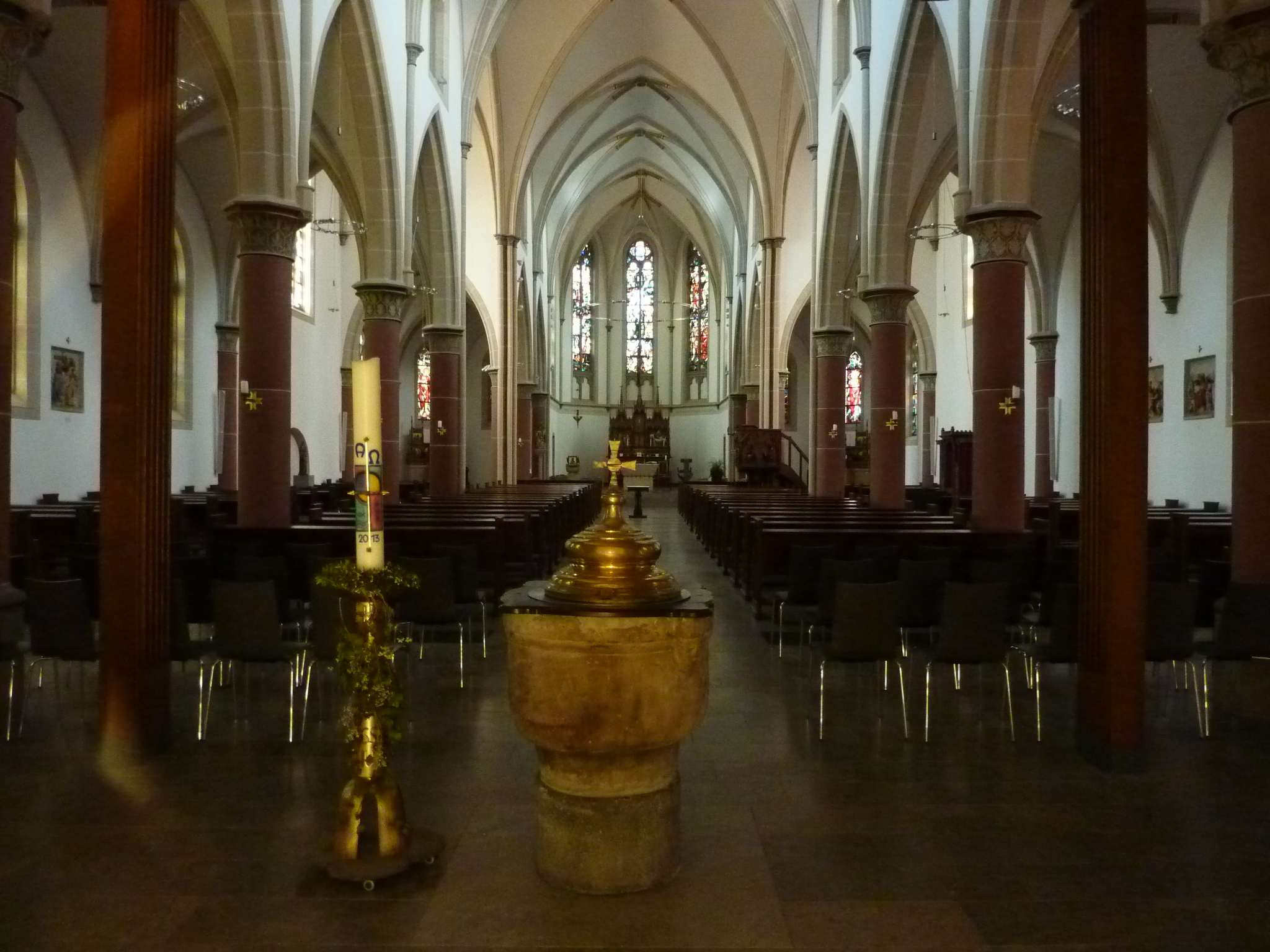
Kirchenraum

Bei der Kirche handelt es sich um eine neugotische dreischiffige Backstein-Basilika mit Querhaus und langgestrecktem Chor, einem hohen, im Obergeschoss reich gegliederten Westturm und Vierungs-Dachreiter.
Der Hauptturm wird flankiert durch zwei Eingangshallen, die den Zugang zu den Seitenschiffen ermöglichen. Die nördliche dieser Hallen ist als Totengedächtniskapelle zu Ehren der in den beiden Weltkriegen getöteten Einwohner gestaltet.

## Ausstattung

### Einrichtungen und Kunstwerke
- Missionskreuz in der nördlichen Eingangshalle (1700)
- Kreuzwegstationen (1884)
- Kanzel aus Eichenholz mit den Symbolen der vier Evangelisten
- Tafel aller Pfarrer von Glehn, beginnend mit Fr. von Helpenstein (tätig um 1293)
- Skulpturen der Kölner Dombauhütte von Nikolaus Steinbach: „Tod des hl. Josef“ und „Pietà“[8] (1907)
- Statue des hl. Pankratius von Bildhauer Euch aus Neuss (1921)
- Ständer der Osterkerze; dieser wurde nach dem Zweiten Weltkrieg von einem ortsansässigen Handwerker aus einer Kartusche gefertigt

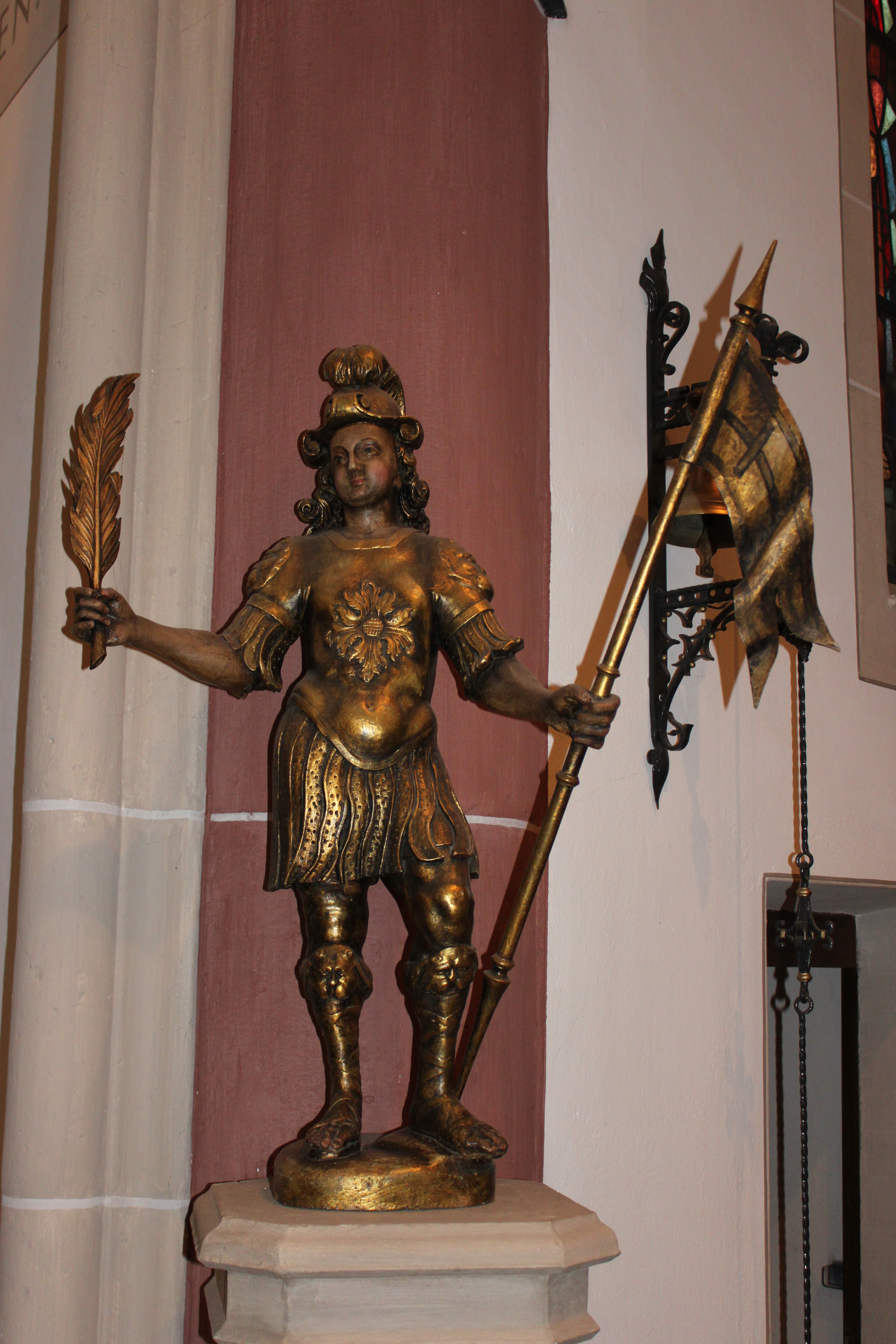
Pankratiusstatue (1921)
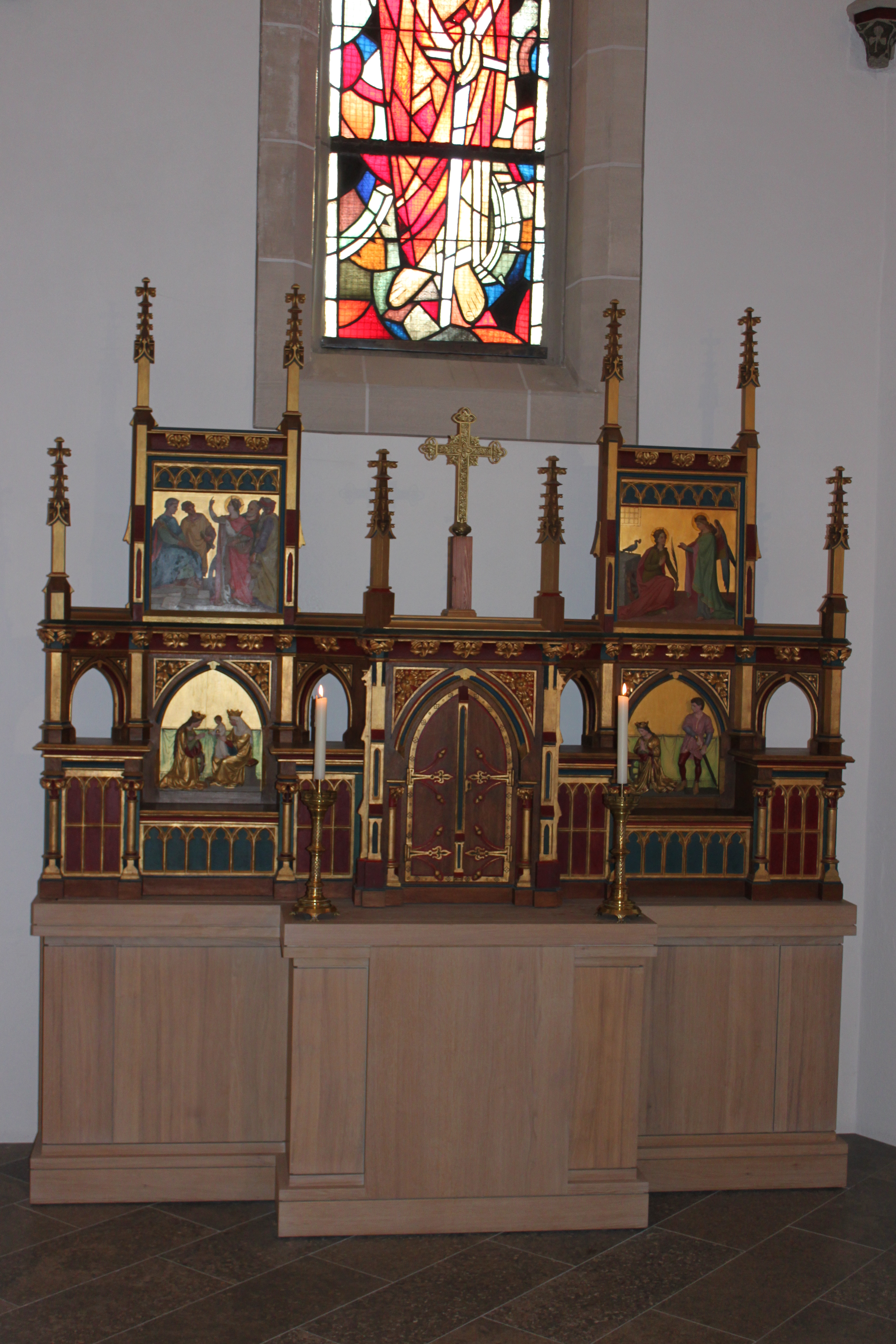
Rechter Seitenaltar
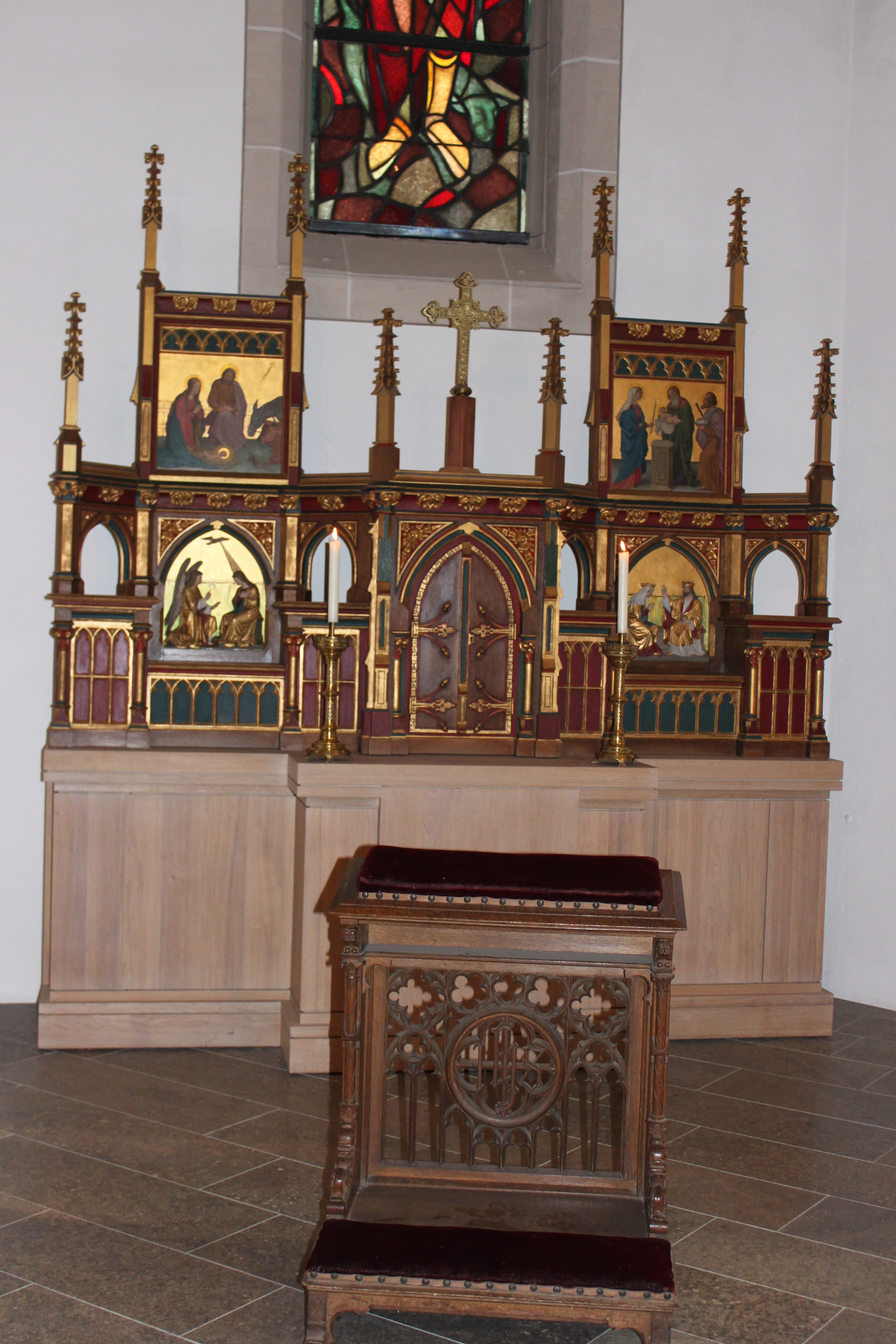
Linker Seitenaltar
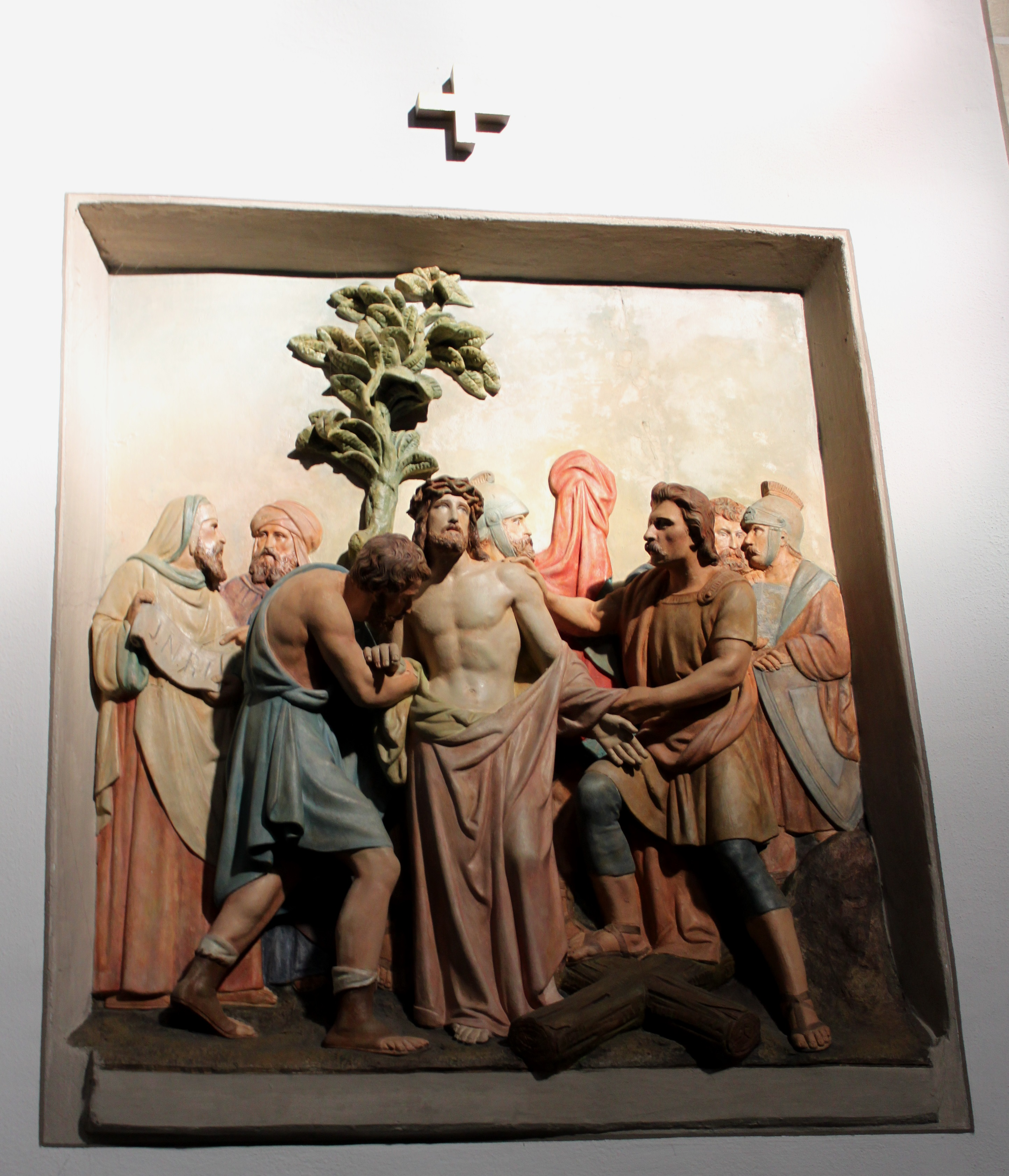
Kreuzwegstation (1884)
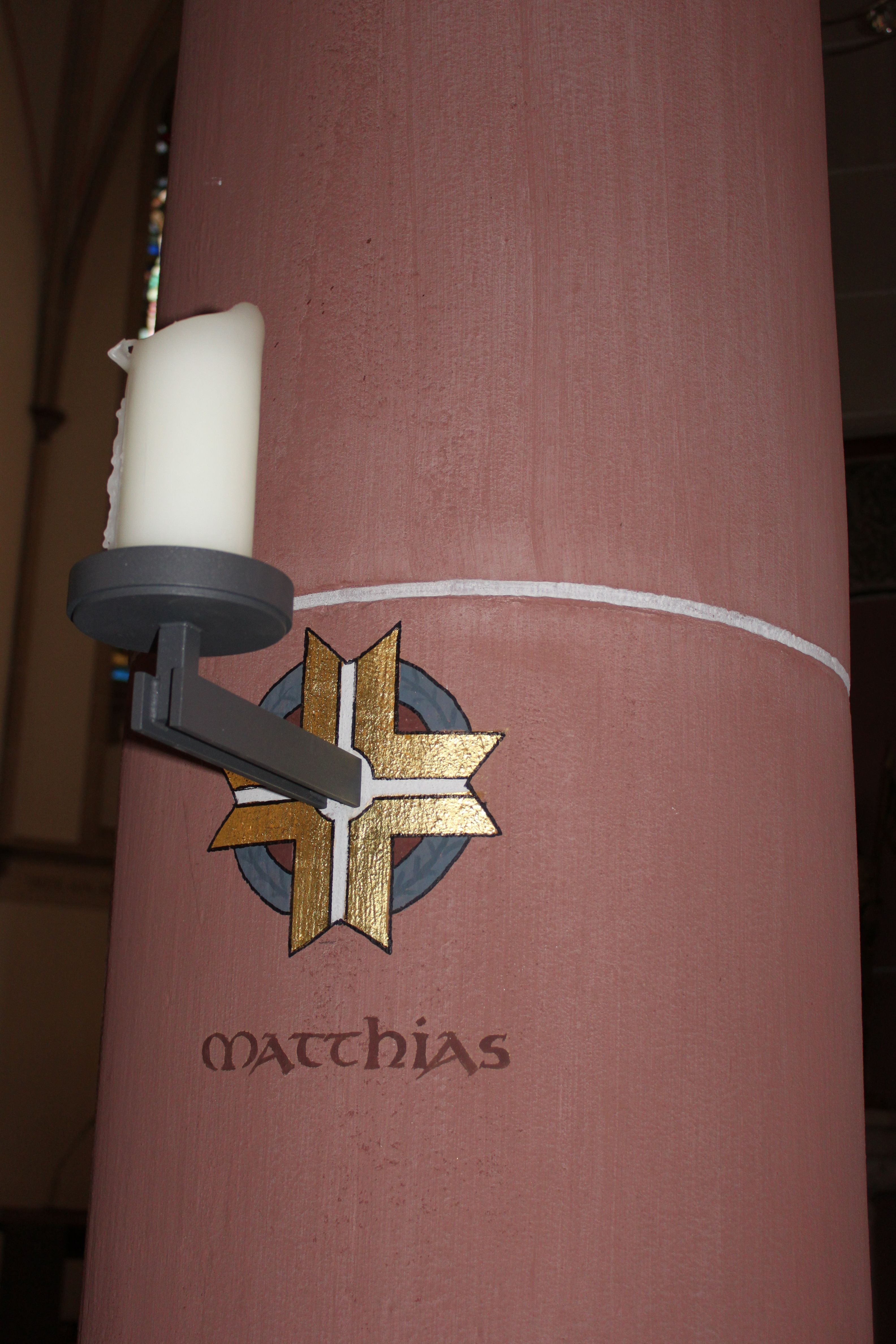
Apostelleuchter (2012)
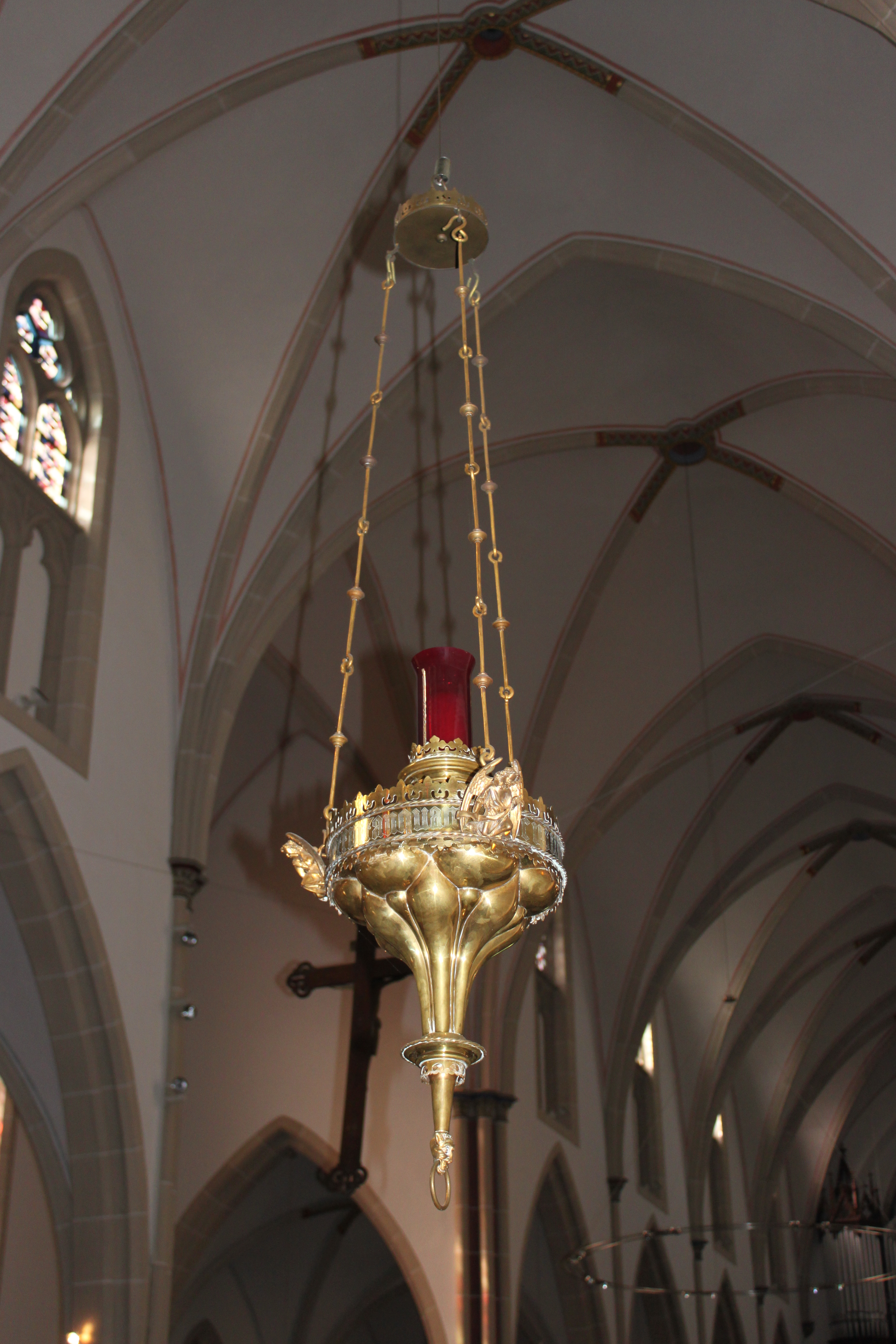
Ewig-Licht-Ampel
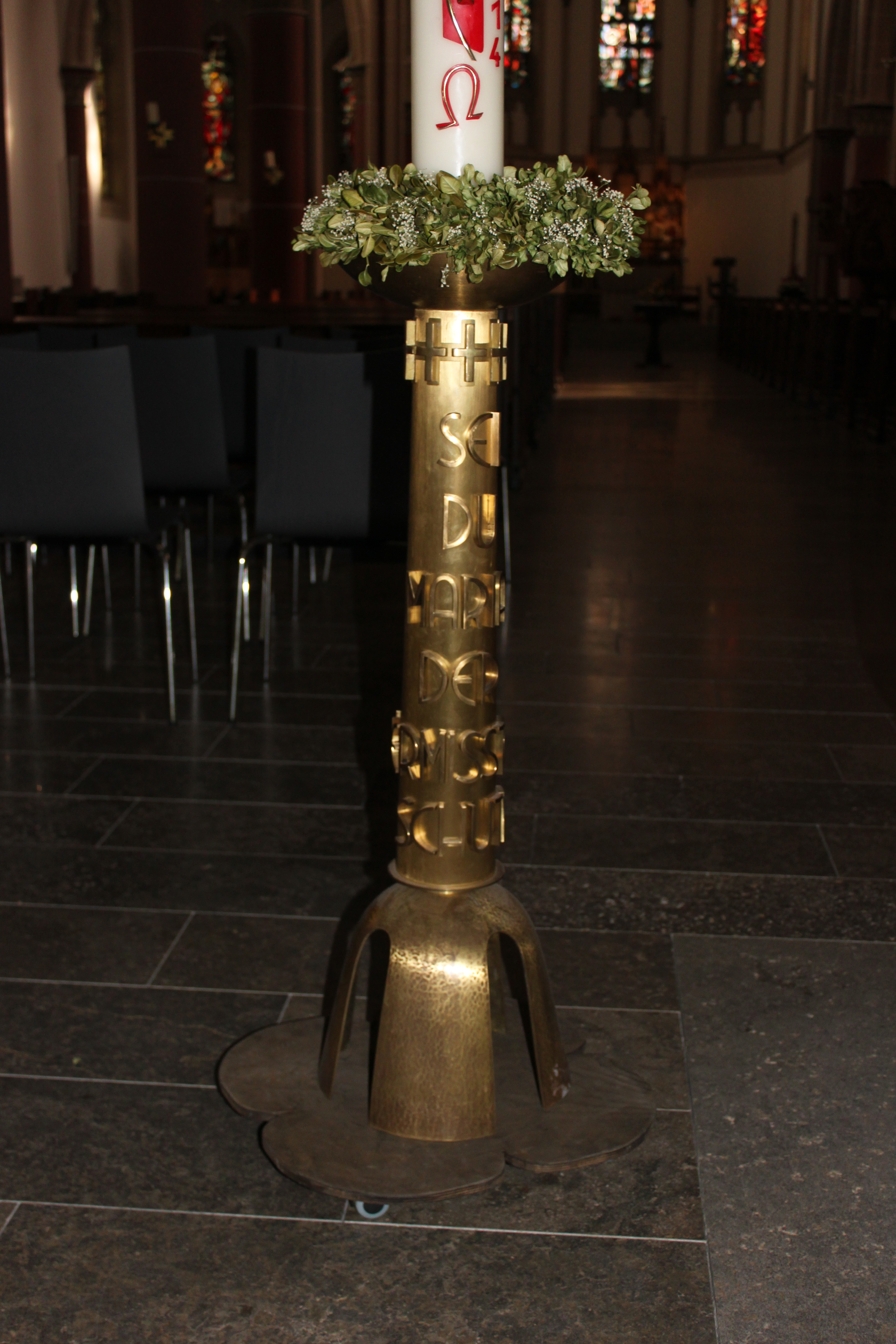
Ständer der Osterkerze

### Taufstein

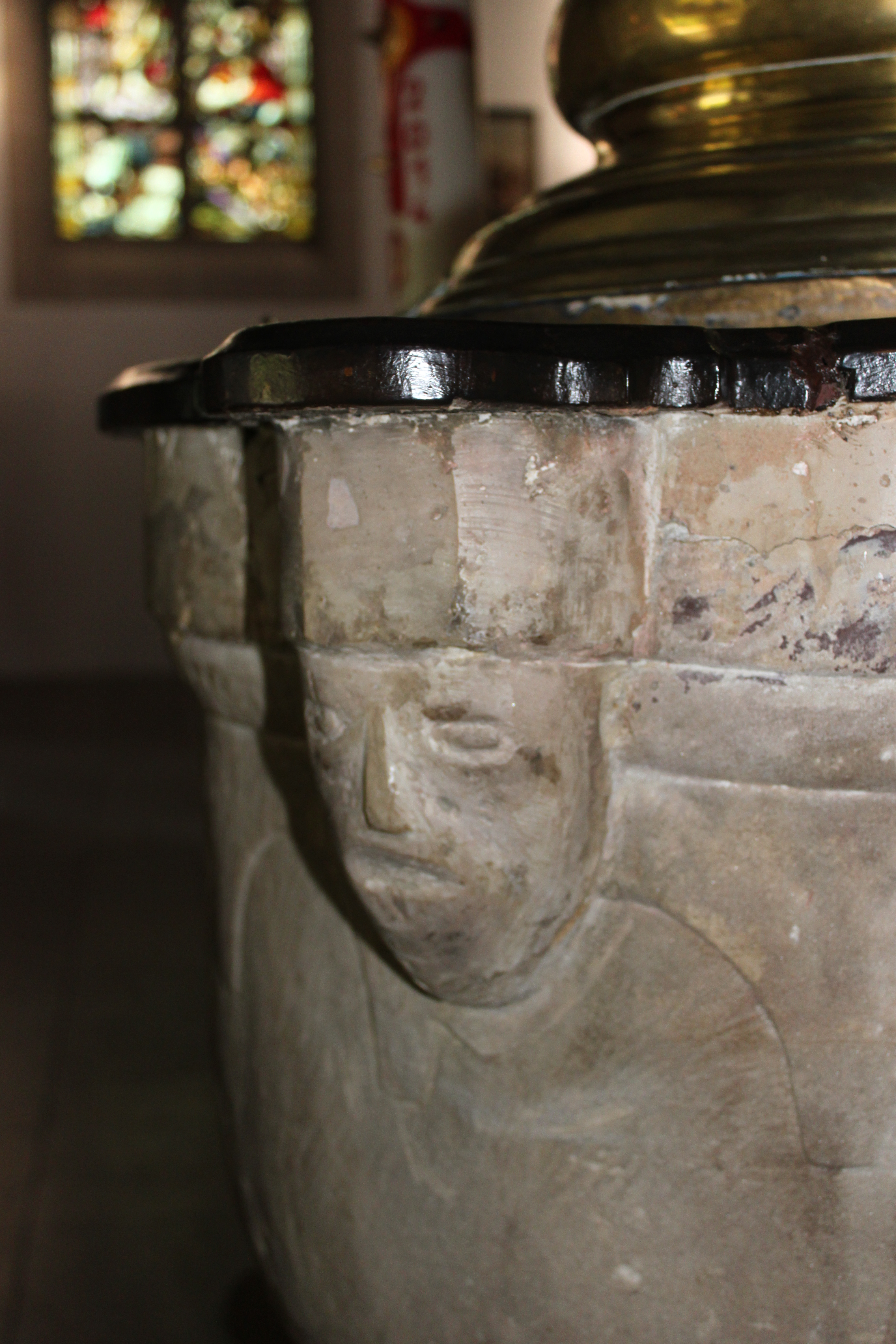
Kopf am Taufstein

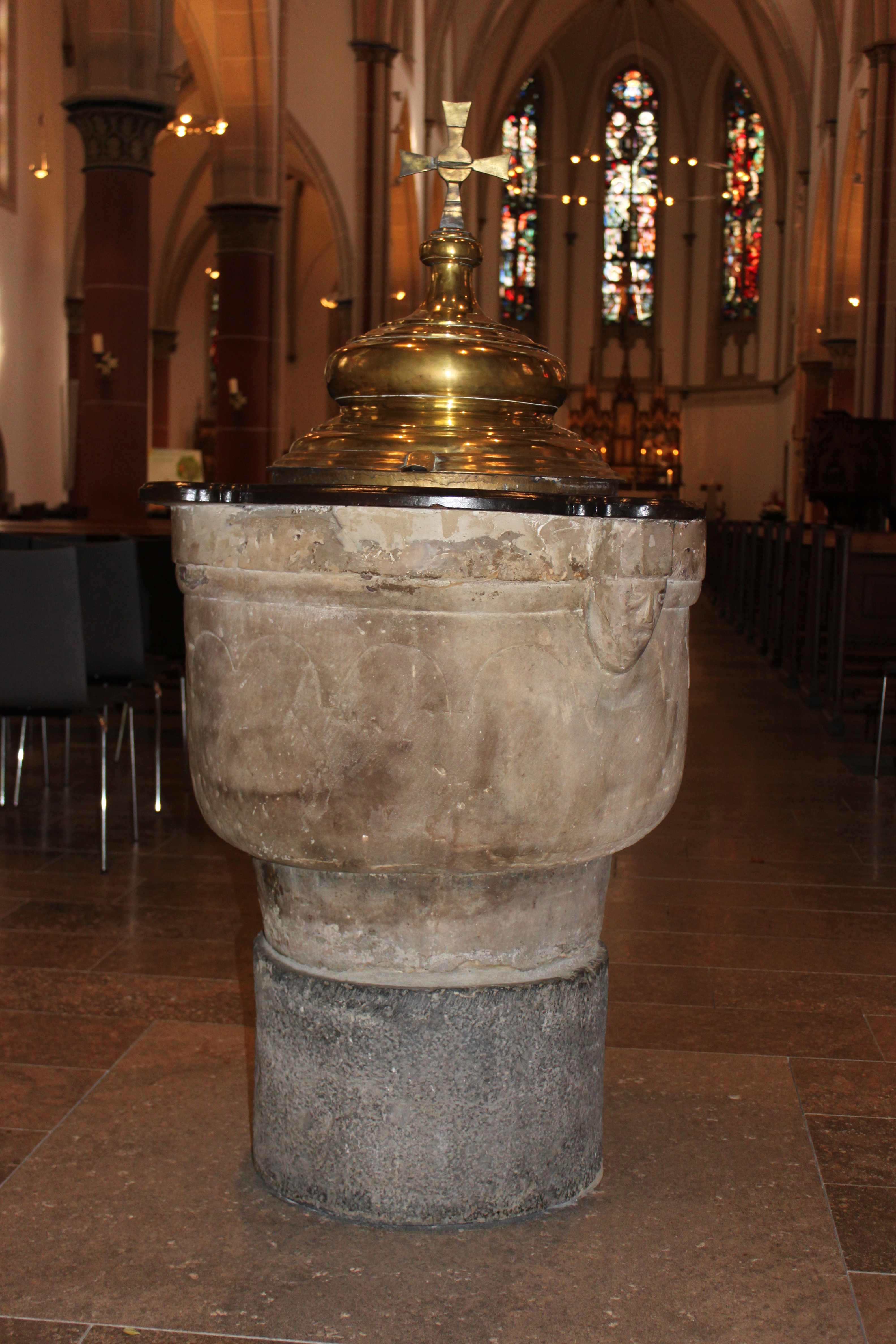
Romanischer Taufstein

Der romanische Taufstein aus Namurer Blaustein stammt aus dem 12. Jahrhundert und ist damit das älteste religiöse Zeugnis in Glehn (der messingfarbene Deckel ist eine spätere Zutat). Er ist in rustikaler Tiegelform ausgeführt, ruht auf einer kräftigen Mittelstütze und wird durch ein Rundbogenfries am oberen Rand verziert.
Auffälligster Schmuck sind vier Köpfe am oberen Rand. Taufsteine mit solchen Verzierungen sind in der näheren und weiteren Umgebung nicht selten. Sie finden sich u. a. in St. Remigius in Düsseldorf-Wittlaer, St. Johannes der Täufer in Erkrath (Kreis Mettmann), St. Antonius Abbas in Herkenrath (Bergisch Gladbach) oder der Antoniterkirche in Köln. Sie alle stammen aus dem 12. Jahrhundert.
Trotz dieser Häufigkeit ist die Deutung dieser Köpfe umstritten. Die Zahl vier ist in der christlichen Überlieferung nicht selten. Denkbar ist, dass die vier Köpfe die vier Himmelsrichtungen oder die vier Paradiesflüsse symbolisieren sollen. Andere Interpretationsmöglichkeiten sind die vier Evangelisten, die vier Kardinaltugenden oder die vier großen Propheten (Jesaja, Jeremia, Ezechiel und Daniel).

### Glehner Madonna und Hochaltar

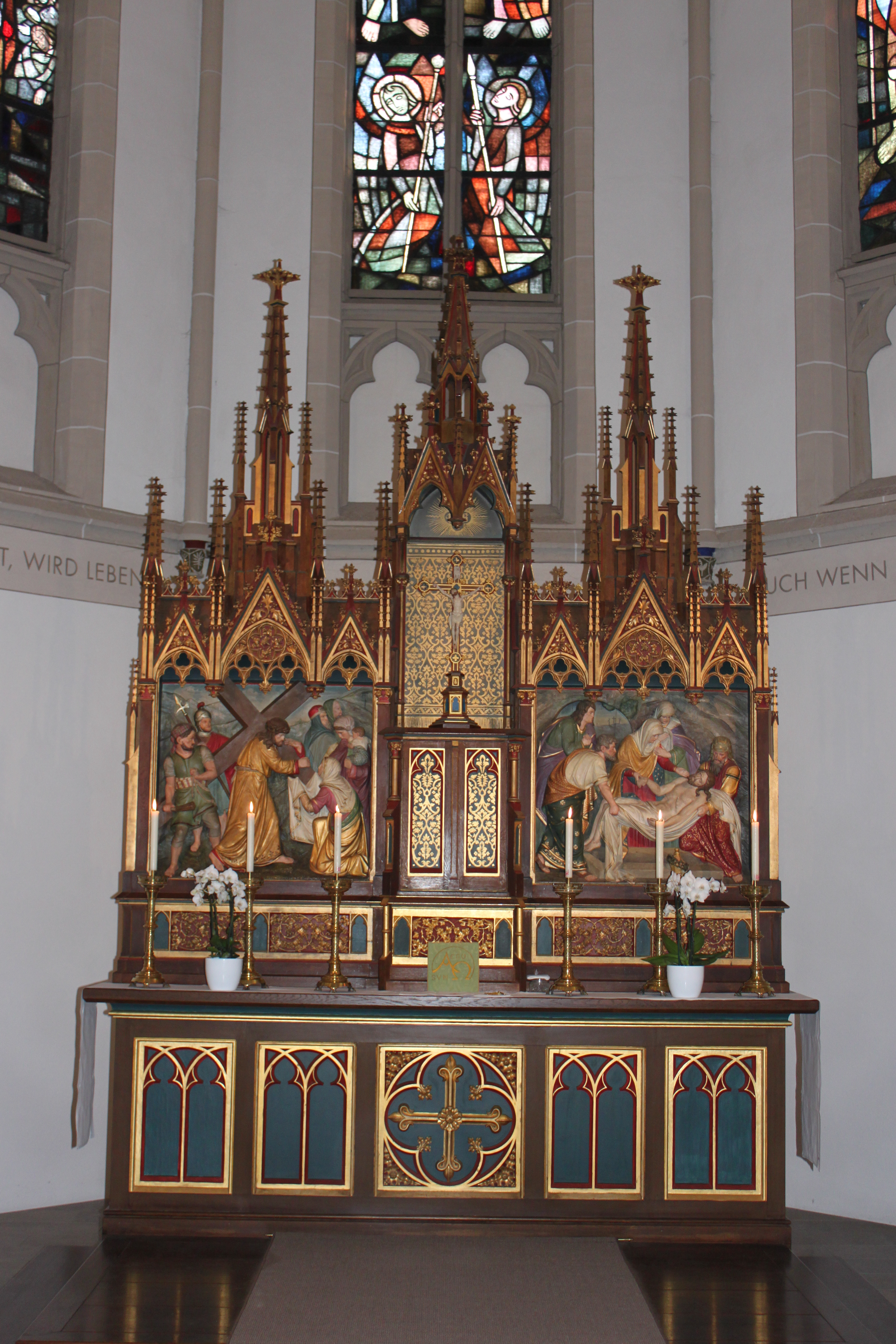
Hochaltar

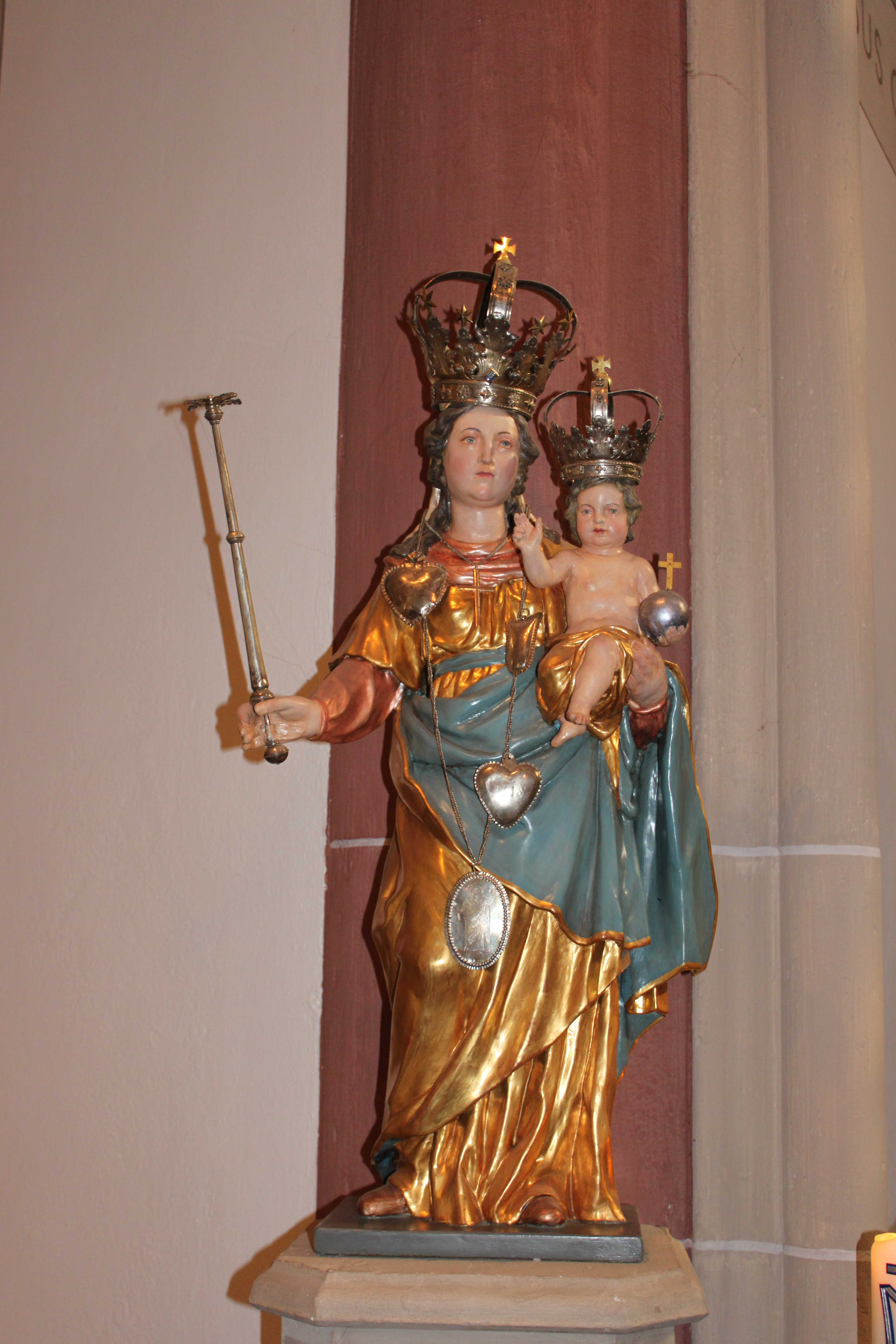
Glehner Madonna

Das Alter der im Altarraum aufgestellten „Glehner Madonna“ lässt sich nicht exakt bestimmen. Erstmals wird sie 1651 als beliebtes Pilgerziel in der Pfarrchronik erwähnt. Die silbernen Kronen und das Zepter sind im Jahr 1700 angefertigt worden, da die ursprünglichen ein Jahr zuvor bei einem Einbruch entwendet worden waren.
Beim Abbruch der alten Kirche wurde die Madonna ausgelagert und geriet in Vergessenheit. Erst 1929 wurde sie in die Kirche zurückgebracht, wo sie für viele Jahrzehnte in der Turmhalle aufgestellt und somit für Pilger frei zugänglich war.
Der neugotische Hochaltar aus Eichenholz wurde 1887 von dem Kölner Bildhauer August Kägers gefertigt. Zwei Bildfelder flankieren den von einem kleinen Kreuz überragten Tabernakel: das linke zeigt die Kreuztragung, das rechte die Grablegung Jesu. Damit entsprachen sie dem liturgisch-theologischen Verständnis der damaligen Zeit, das weniger die Erlösung durch die Auferstehung, sondern mehr Kreuz und Leid in den Mittelpunkt stellte. Dieser Aspekt wird durch die darüber liegenden Chorfenster aufgegriffen, auch wenn diese aus einer späteren Zeit stammen.

### Fenster
Bei ihrer Errichtung hatte die Kirche zunächst nur eine einfache Verglasung erhalten. Im Chorraum war eines dieser Fenster 1891 gegen ein Buntfenster ausgetauscht worden – ein Geschenk der Pfarrgemeinde an ihren Pfarrer, der seinerzeit sein 50. Priesterjubiläum feierte. Dieses Fenster hat die Zeit nicht überdauert. Erst ab 1918 folgte nach und nach der Einbau aufwendiger neugotischer Fenster in der gesamten Kirche. Von den Vorkriegsfenstern haben sich nur sieben erhalten. Die fünf ältesten im nördlichen Seitenschiff stellen die Geheimnisse des glorreichen Rosenkranzes dar. Eine Inschrift im mittleren Fenster belegt als Werkstatt die Glasmalerei Wilhelm Derix in Goch.
Aus der Zeit vor dem Zweiten Weltkrieg stammen ebenfalls das große, der Hl. Elisabeth gewidmete Fenster im nördlichen Querhaus sowie das vom Kirchenraum aus nicht einsehbare Fenster im nördlichen Chorraum aus dem Jahr 1939, welches den zwölfjährigen Jesus im Tempel zeigt. Die übrigen Fenster wurden im Mai 1943 (Bombenabwurf) sowie im März 1945 (Druckwelle von Artilleriegranaten) zerstört, so dass fast alle heutigen Fenster jüngeren Datums sind.
Zunächst wurden 1956 die kleinen Fenster im südlichen Seitenschiff ersetzt. Die sehr farbenreichen Darstellungen zeigen die Geheimnisse des freudenreichen Rosenkranzes, also der Kindheitsgeschichte Jesu nach dem Lukas-Evangelium. Direkt im Anschluss machte man sich an die Neugestaltung des südlichen Chorraumfensters mit Abbildungen von Szenen aus dem Alten Testament. Die unmittelbare Nähe zum Altar der Kirche bestimmte das Bildprogramm. So sind hier die alttestamentlichen Vorläufer der Heiligen Messe abgebildet. Oben erkennt man das Opfer des Melchisedek (Das von Jesus eingesetzte Abendmahl zur Erinnerung an seinen Tod und seine Auferstehung wird mit Brot und Wein „nach der Ordnung des Melchisedek“ gefeiert (vgl. Gen 14,18 EU)), unten das jüdische Passahmahl (Erinnerung an den Auszug aus Ägypten). Dazwischen finden sich links die Opfer von Kain und Abel sowie rechts das Opfer Abrahams. Aufgrund seiner Lage über der seitlichen Sakristeitür ist dieses Fenster nur vom Altarraum aus zu sehen.
Das südliche Querhausfenster sollte ursprünglich schon vor dem Krieg in einem Zug mit dem gegenüber liegenden Elisabeth-Fenster eingesetzt werden. Die Fertigstellung hatte sich jedoch verzögert, so dass man wegen des inzwischen erfolgten Kriegsbeginns zunächst auf den Einbau verzichtete. Das von der Glasmalerei Oidtmann in Linnich hergestellte Fenster zeigt im zentralen Bildfeld den Heiligen Bonifatius. Die später ergänzten, die Gemeinschaft der Kirche symbolisierenden Heiligen sind von Peter Weber (Düsseldorf) gestaltet worden. Die Auswahl der abgebildeten Heiligen wurde wesentlich vom damaligen Pfarrer Heinrich Leenders bestimmt. So ist links oben der Neusser Stadtpatron Quirinus abgebildet, darunter befindet sich eine Darstellung des heiligen Thomas Morus, Patron der KJG (Katholische Junge Gemeinde), der sich Pfarrer Leenders seit einer Tätigkeit in der Jugendseelsorge in Essen besonders verbunden fühlte. Unten links erkennt man den im Rheinland sehr populären Heiligen Martin bei der bekannten Mantelteilung. Rechts unten folgt ein Abbild von – einige Kinder unterrichtenden – Petrus Canisius, der u. a. wegen des von ihm verfassten Katechismus als „zweiter Apostel Deutschlands“ bezeichnet wird. Darüber hatte Pfarrer Leenders seinen Namenspatron, den heiligen Heinrich, abbilden lassen, gefolgt vom heiligen Christophorus als Vertreter für alle bekannten und unbekannten Heiligen.
Von Peter Weber stammen in den 1970er-Jahren auch die Entwürfe für die Fenster im Chorraum mit der Darstellung der Passion Christi sowie die Heiligenbilder in den Fenstern über den Seitenaltären.

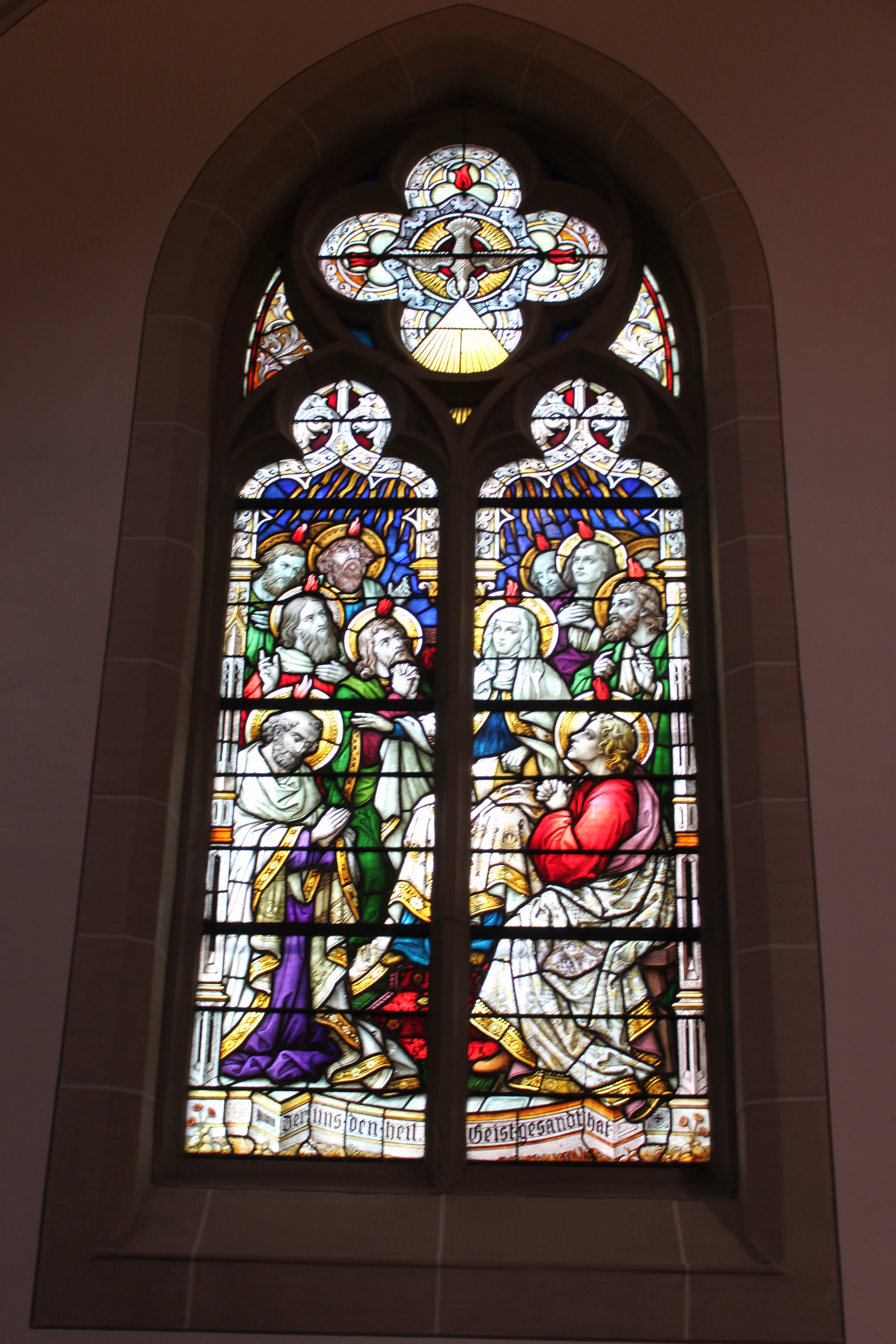
Fenster im nördlichen Seitenschiff (ab 1918)
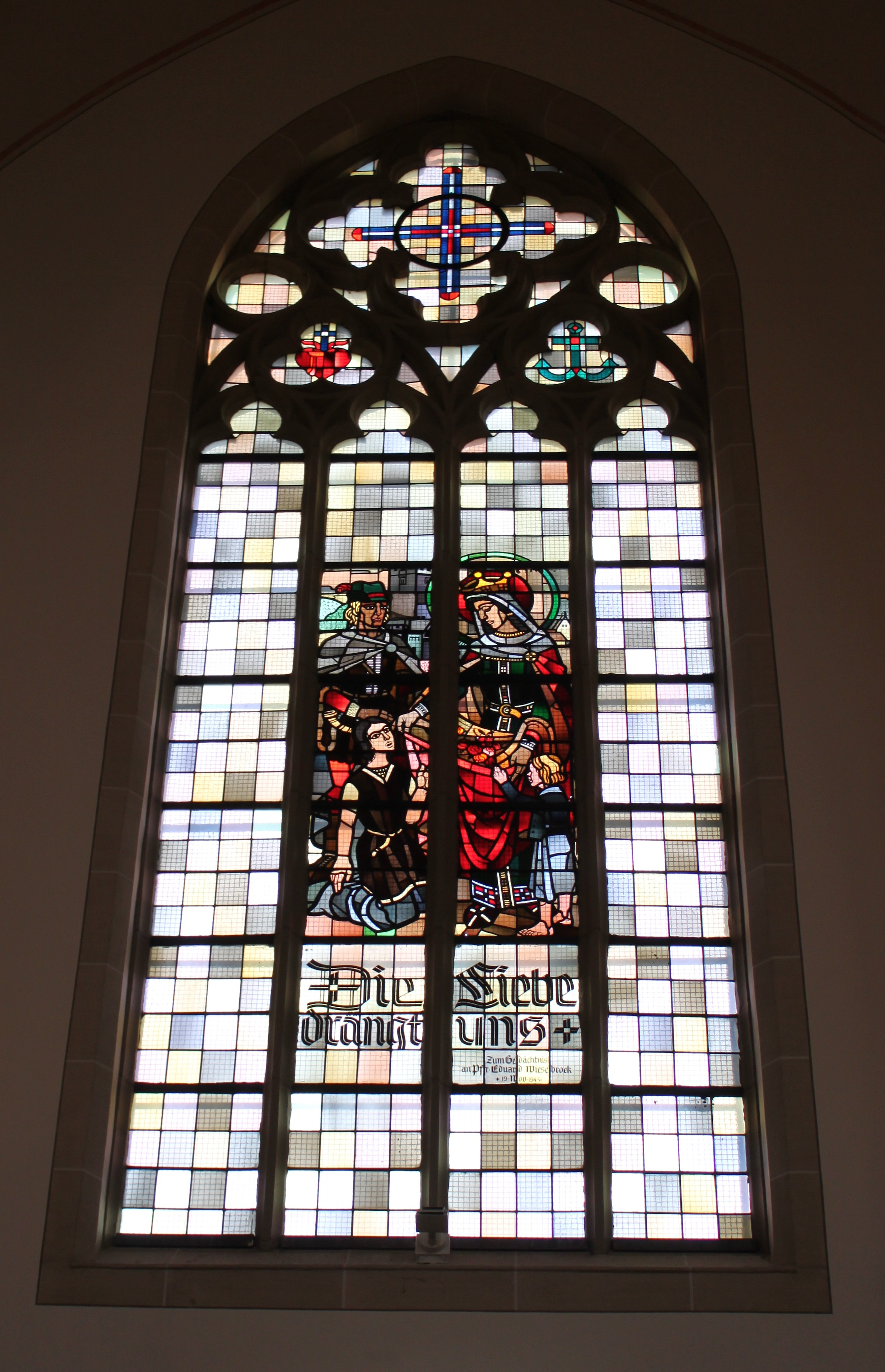
Elisabethfenster im nördlichen Querhaus (dreißiger Jahre)
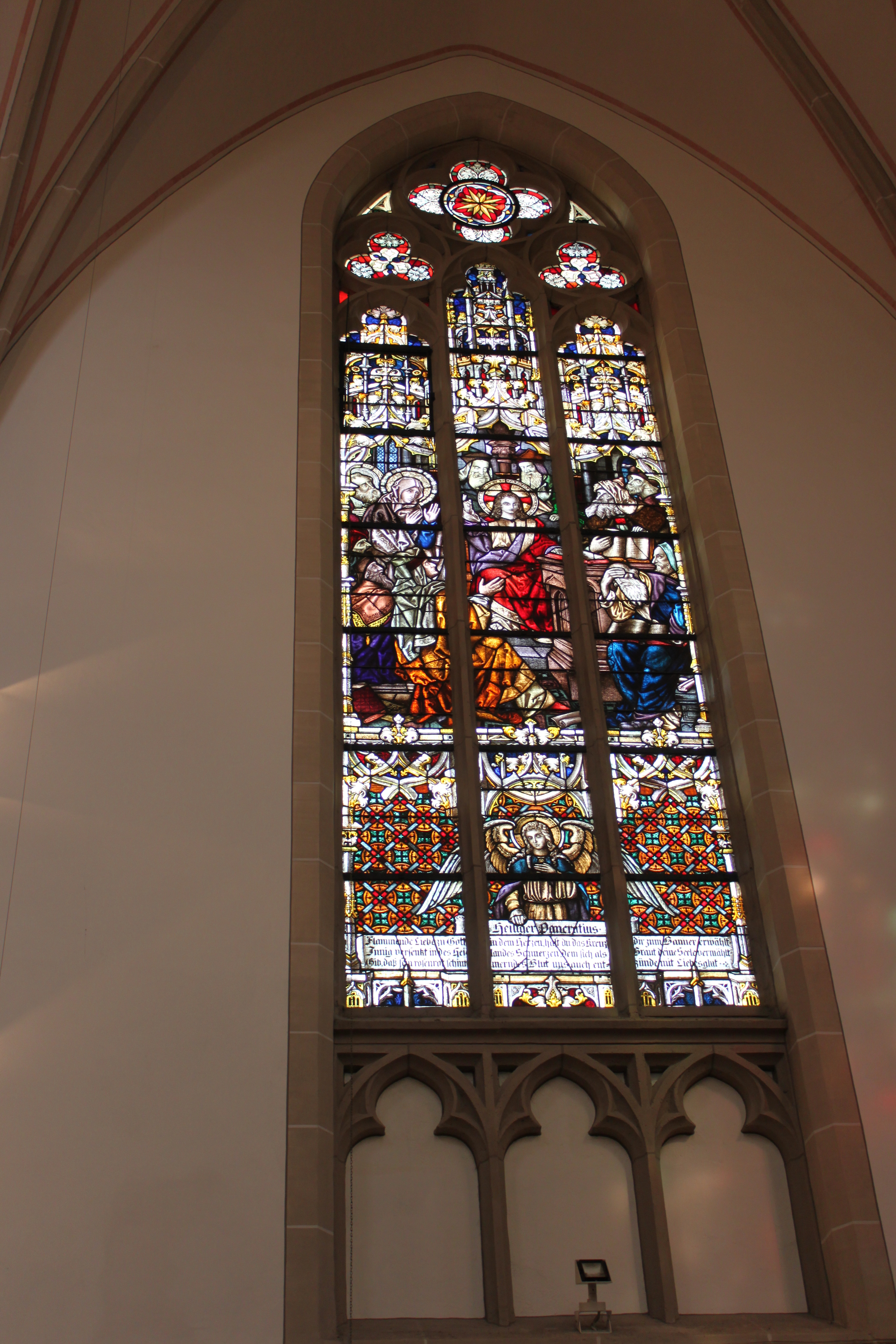
Nördliches Chorraumfenster (1939)
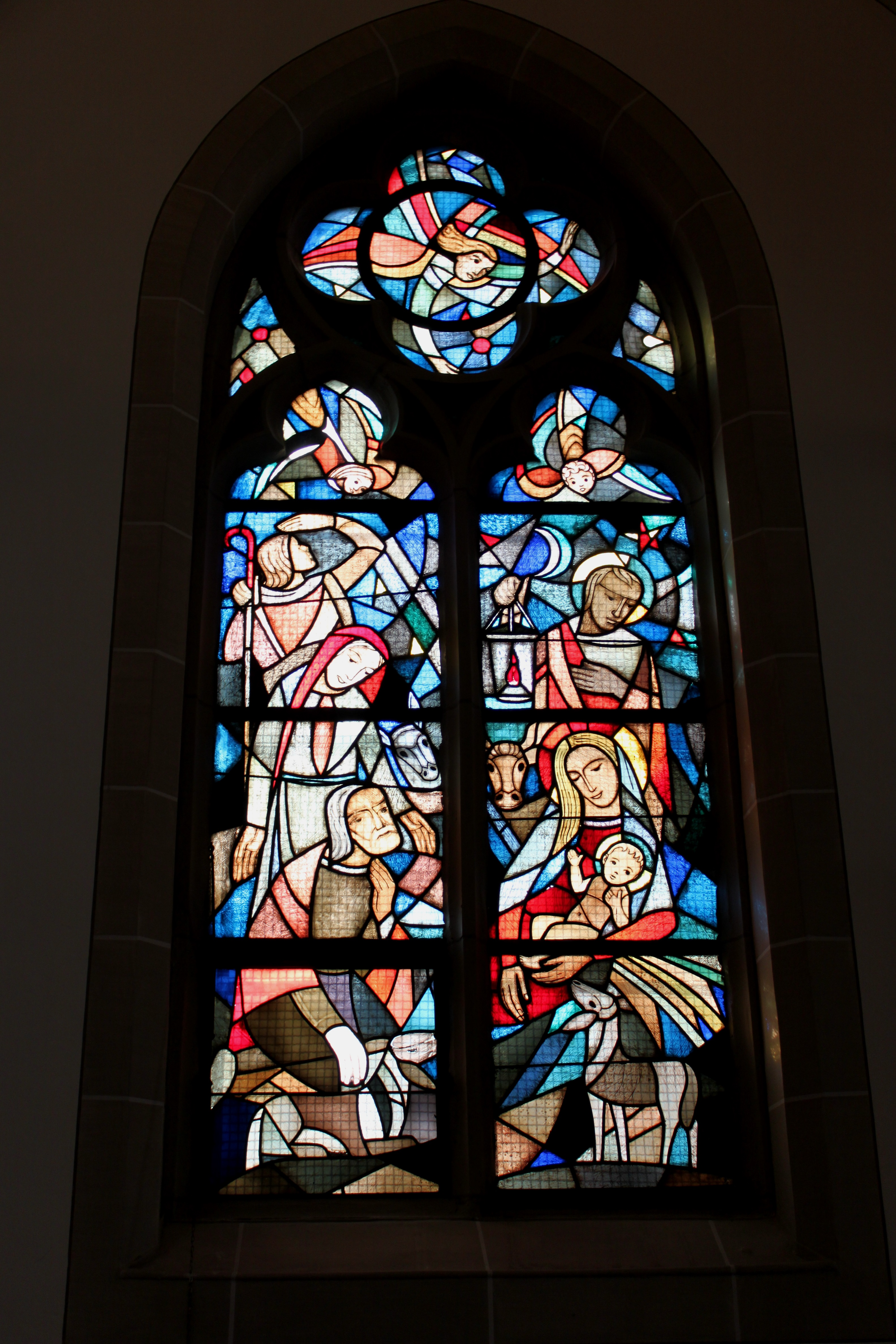
Fenster im südlichen Seitenschiff (ab 1956)
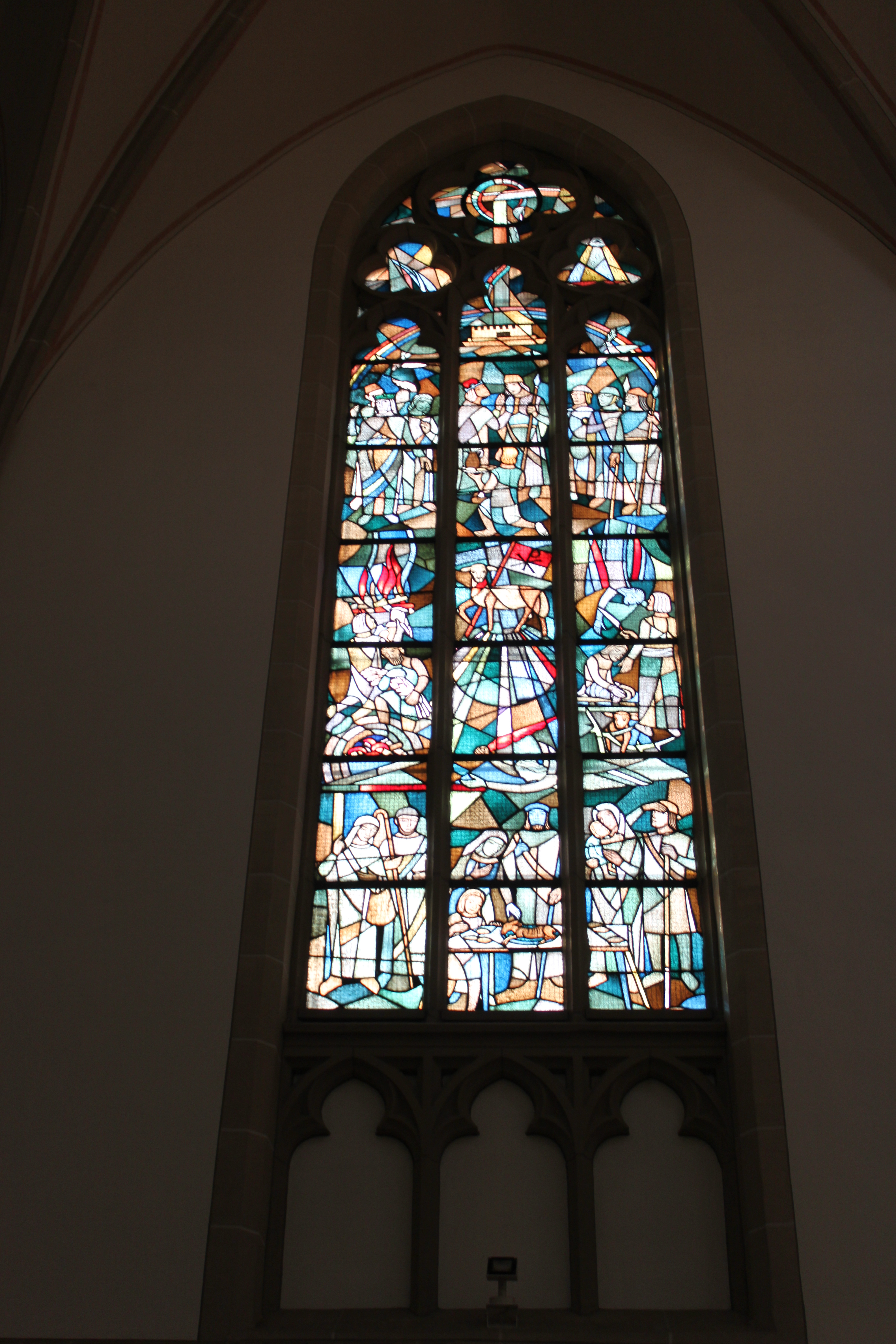
Südliches Chorraumfenster (fünfziger Jahre)
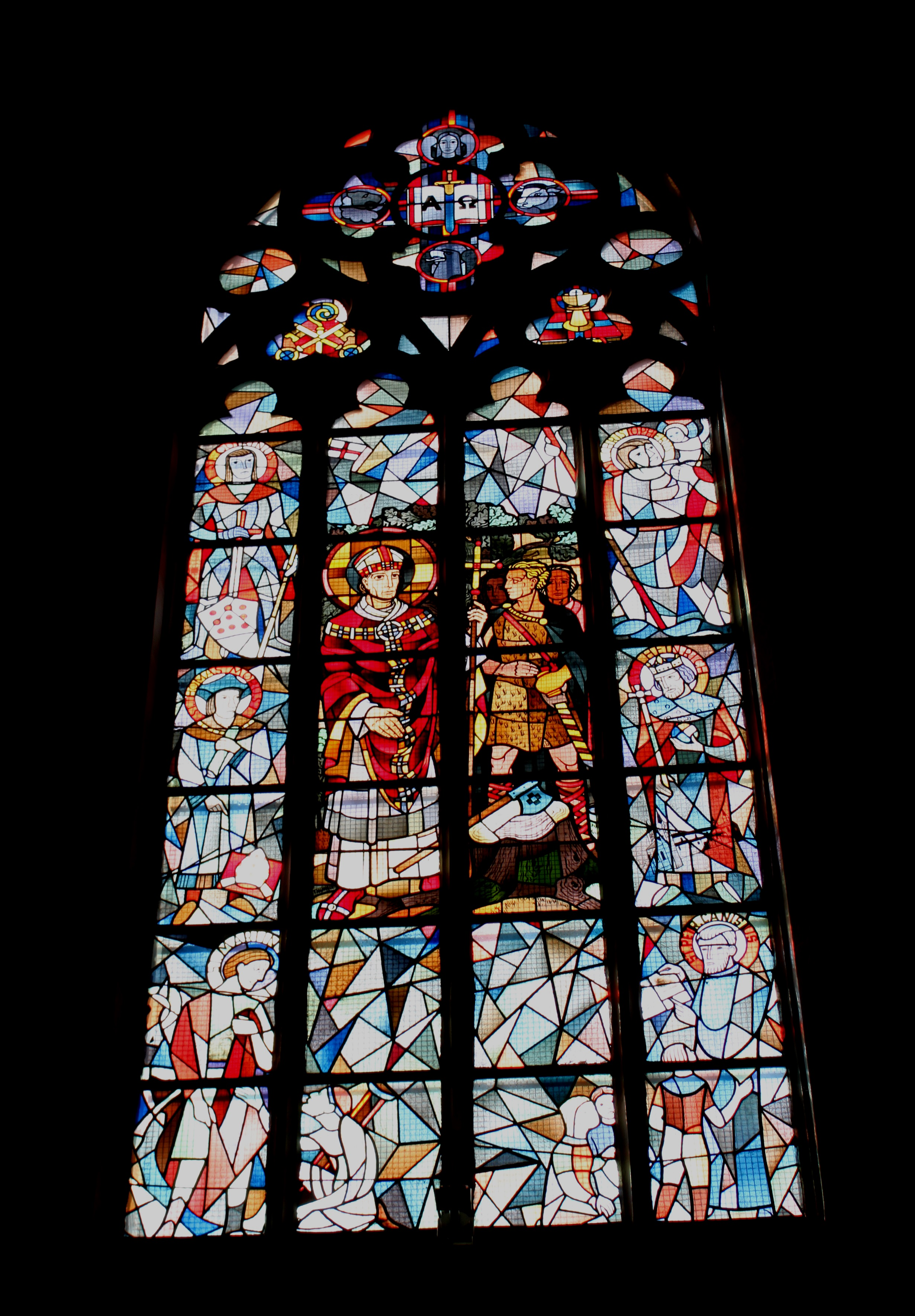
Bonifatiusfenster (dreißiger Jahre mit späteren Ergänzungen)
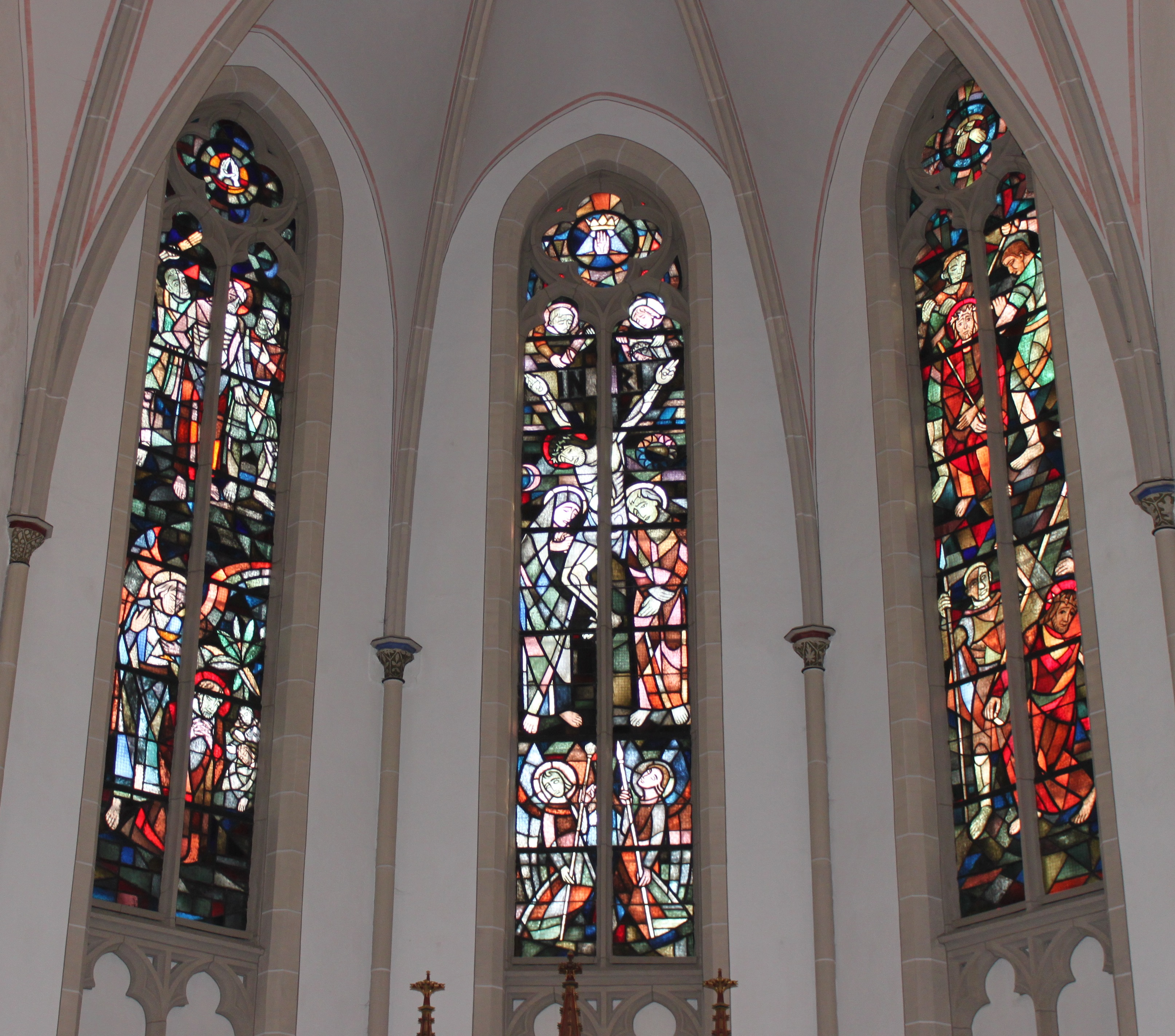
Chorraumfenster (siebziger Jahre)

### Orgel

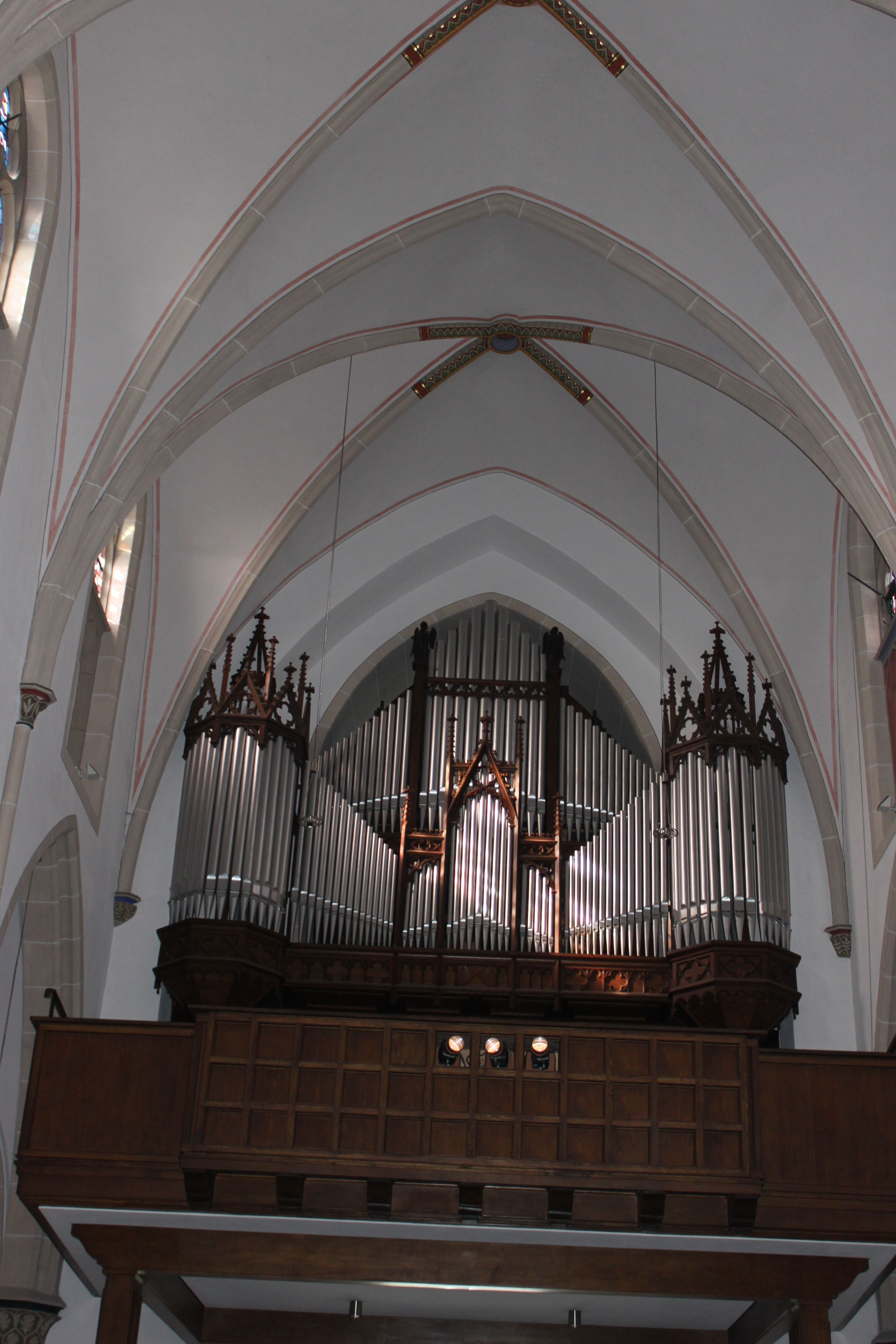
Klais-Orgel in St. Pankratius

Die 1907/08 von Johannes Klais gebaute Orgel wurde 1994 von der Firma Klais originalgetreu restauriert. Sie umfasst 31 Register auf zwei Manualen und Pedal.
| I Hauptwerk |                 |     |
| 1.          | Bordun          | 16′ |
| 2.          | Principal       | 8′  |
| 3.          | Doppelgedackt   | 8′  |
| 4.          | Viola da Gamba  | 8′  |
| 5.          | Flauto amabile  | 8′  |
| 6.          | Dolce           | 8′  |
| 7.          | Oktave          | 4′  |
| 8.          | Hohlflöte       | 4′  |
| 9.          | Flauto piccolo  | 2′  |
| 10.         | Rauschquinte II |     |
| 11.         | Mixtur IV       |     |
| 12.         | Trompete        | 8′  |

| II. Manual: Schwellwerk |                   |     |
| 13.                     | Viola             | 16′ |
| 14.                     | Prinzipal amabile | 8′  |
| 15.                     | Concertflöte      | 8′  |
| 16.                     | Lieblich Gedackt  | 8′  |
| 17.                     | Quintatön         | 8′  |
| 18.                     | Salicional        | 8′  |
| 19.                     | Vox coelestis     | 8′  |
| 20.                     | Prinzipal         | 4′  |
| 21.                     | Flauto traverso   | 4′  |
| 22.                     | Flöte             | 2′  |
| 23.                     | Cornett II-IV     |     |

| Pedalwerk |             |     |
| 24.       | Prinzipal   | 16′ |
| 25.       | Violon      | 16′ |
| 26.       | Salicet     | 16′ |
| 27.       | Subbaß      | 16′ |
| 28.       | Oktavbaß    | 8′  |
| 29.       | Violoncello | 8′  |
| 30.       | Oktave      | 4′  |
| 31.       | Posaune     | 16′ |

- Koppeln
  - Normalkoppel: II/I
  - Superoktavkoppeln: I/II, I/P, II/P
  - Suboktavkoppel: II/I
  - Melodiekoppel: I/II
- Spielhilfen: Zwei Registraturen sowie vier feste Setzerkombinationen: Piano, Mezzoforte, Forte, Tutti; Pedalmoderator; Absteller: Oktavkoppeln ab, Zungen ab; Fußschalter: Registratur I, Registratur II; Schwelltritt mit Handhebel gekoppelt, gleichzeitig Anzeige.

Die Orgel verfügt über eine vollpneumatische Spiel- und Registertraktur. Die Türen des Schwellkastens werden ebenfalls pneumatisch betätigt. Seit 1913 erfolgt die Windversorgung über Langsamläufer-Schleudergebläse. Alternativ ist noch die Kalkantenanlage mit vier Keilbälgen erhalten und voll funktionstüchtig, welche von zwei Personen getreten werden muss.

### Glocken
Die Kirche verfügt über fünf Bronzeglocken. Vier Glocken bilden das Hauptgeläut im Westturm. Die kleinste und älteste, unter Denkmalschutz stehende Glocke hängt im kleinen Turm, dem Dachreiter.
Während des Zweiten Weltkrieges wurden die Glocken bis auf die Pankratiusglocke eingezogen und blieben bis 1949 verschollen. Jahre später wurden sie jedoch in der Nähe Hamburgs wieder aufgefunden und zurückgebracht.
Technische Daten und Inschriften
| Glocke | Name           | Gießer, Gussort                                            | Gussjahr | Durchmesser | Gewicht | Schlagton (16tel) | Inschrift |
| ------ | -------------- | ---------------------------------------------------------- | -------- | ----------- | ------- | ----------------- | --- |
| I      | Dreifaltigkeit | Joseph u. Wilhelm Edelbrock, Gescher                       | 1859     | 1430 mm     | 1925 kg | d’-3              | BENEDICTA SIT SANCTA TRINITAS ATQUE INDIVISA UNITAS, PATER ET FILIUS ET SPIRITUS SANCTUS. (Gepriesen sei die hl. Dreifaltigkeit und ungeteilte Einheit, Vater, Sohn und Hl. Geist.)                   |
| II     | Herz Jesu      | Karl (I) Otto, Glockengießerei Otto, Hemelingen bei Bremen | 1907     | 1280 mm     | 1350 kg | e’-5              | S. COR JESU CUI DICATA SUM SIS DONATORUM SPES IN TERRIS ET DELICIAE IN COELIS 1907. (Heiliges Herz Jesu, dem ich geweiht bin, sei die Hoffnung der Stifter auf Erden und ihre Freude im Himmel 1907.) |
| III    | Katharina      | Werner Hüesker, Petit & Gebr. Edelbrock, Gescher           | 1922     | 1080 mm     | 790 kg  | fis’-1            | SANCTA CATHARINA, ORA PRO NOBIS PIIS GLEHNENSIBUS ET PRO MILITIBUS NOSTRIS IN FIDE CAESIS. (Hl. Katharina, bitte für uns frommen Glehner und für unsere Soldaten, die im Glauben gefallen sind.)      |
| IV     | Pankratius     | Joseph u. Wilhelm Edelbrock, Gescher                       | 1859     | 940 mm      | 550 kg  | a’-6              | SANCTE PANCRATI MARTYR GLORIOSE ORA PRO NOBIS. (Hl. Pankratius, ruhmreicher Märtyrer, bitte für uns).                                                                                                 |
| V      |                | Johann Lehr, Cöln                                          | 1665     | 460 mm      | 60 kg   | a’’-3             | |

Geläutemotiv
- Freu dich, du Himmelskönigin (Gotteslob Nr. 525)[14]

Das Hauptgeläut hängt in einem Stahlglockenstuhl aus dem Jahr 1907. Die elektro-mechanischen HEW-Läutemaschinen des Hauptgeläutes wurden 1949 angeschafft, die der Dachreiterglocke in den 1960er Jahren.
Die mechanische Vortmann-Turmuhr besitzt drei Zifferblätter und zwei Schlagwerke.
An Fronleichnam, zur Erstkommunion und zum Pfarrfest ist in Glehn das im Rheinland weit verbreitete Beiern üblich.

## Kirchliche Einrichtungen
- St. Josefshauskapelle

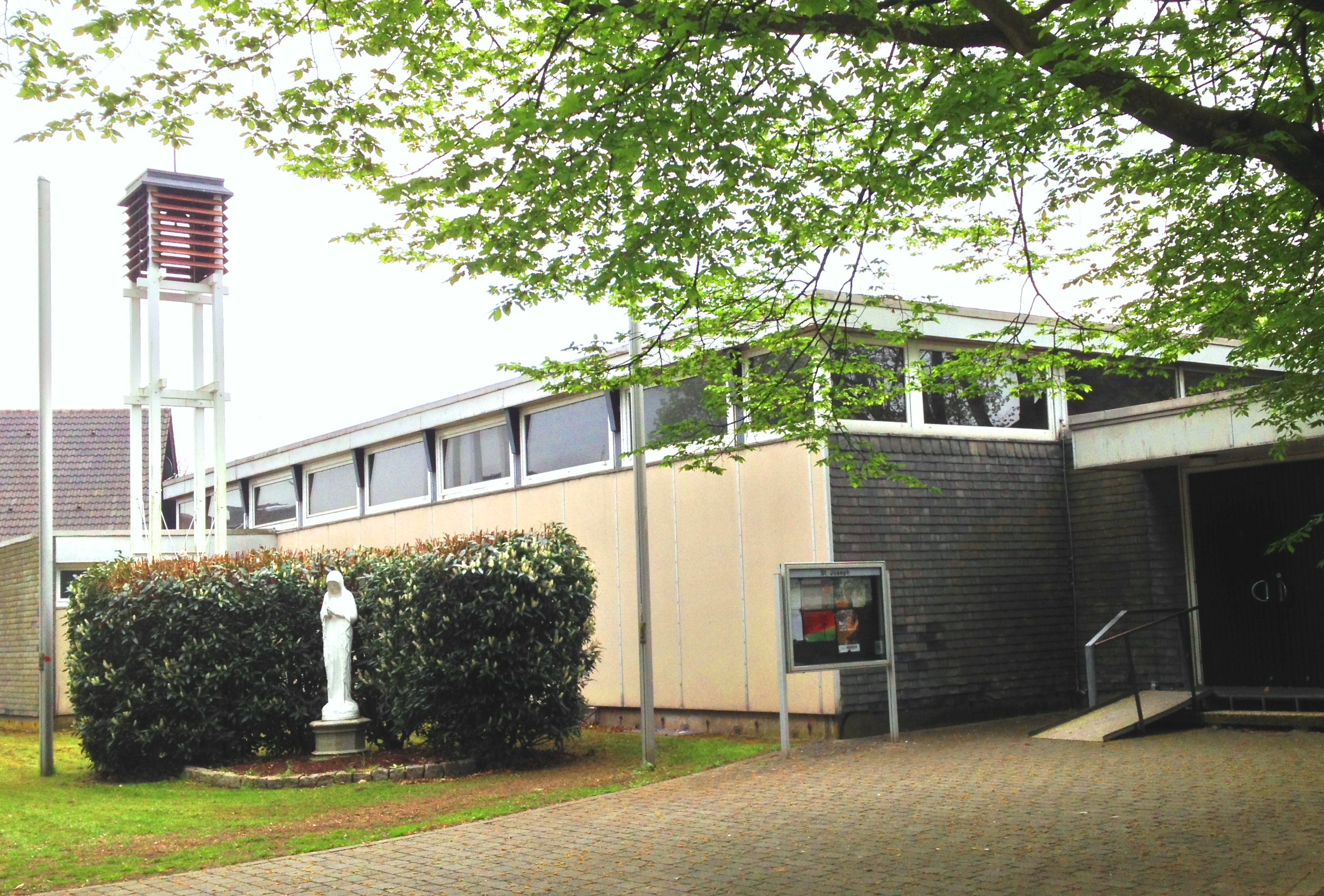
Filialkirche St. Josef Steinforth-Rubbelrath

Die 1888 errichtete Kapelle gehörte zum ehemaligen Glehner Krankenhaus, dem heutigen Technologiezentrum. Eine erste Renovierung fand im Jahre 1964 statt. Hierbei wurden der neugotische Altar entfernt und durch einen schlichten Holzaltar ersetzt. Die ursprüngliche Bemalung wurde überstrichen. Ein eisernes Wandkreuz mit Maria und Johannes und der Tabernakel sowie ein Kreuzweg als Emaillearbeit schuf der Kölner Künstler Friedel Denecke 1968.
In den Jahren 1993 wurden bei einer weiteren Renovierung die ursprünglichen Malereien von 1888 und 1911 wieder freigelegt. An der rechten Seitenwand wurde eine Holzschnittfigur des Hl. Josef eines Oberammergauer Künstlers aus den 50 Jahren des vorigen Jahrhunderts aufgestellt.
- Kath. Kindertagesstätte St. Katharina
- St. Josefskirche Steinforth-Rubbelrath (Filialkirche)

## Denkmalbeschreibung
Dreischiffige Backsteinbasilika in neugotischen Schmuckformen mit Querschiff, polygonalem Chor, integriertem viergeschossigen quadratischem Westturm und Dachreiter; die neugotische Ausstattung weitgehend erhalten; die Glasfenster im nördlichen Langhaus von 1920.
Zusatzeintrag: Eintrag: 11. März 1993
In Ergänzung meines zuvor genannten Bescheides stelle ich hiermit die sich im Kirchengebäude befindliche Orgel mit sofortiger Wirkung unter Denkmalschutz.
Die zweimanualige, pneumatische Kegelladenorgel wurde 1907 von Johannes Klais erbaut. An der Erhaltung und Nutzung der Orgel besteht ein öffentliches Interesse. Die Orgel ist bedeutend für die Geschichte des Menschen und für deren Erhaltung und Nutzung liegen künstlerische und volkskundliche Gründe vor.
Da es sich hier um ein historisches Ausstattungsstück des Baudenkmals „Kath. Pfarrkirche St. Pankratius Glehn“ handelt, ist diese Orgel analog wie ein Baudenkmal zu handeln, da sie mit dem Baudenkmal eine Einheit von Denkmalwert bildet.
Die Orgel wurde deshalb in die Denkmalliste der Stadt Korschenbroich, lfd. Nr. 061, als Bestandteil des Denkmals „Kath. Pfarrkirche St. Pankratius Glehn“ aufgenommen.